# Васнецов, Виктор Михайлович
Ви́ктор Миха́йлович Васнецо́в (3 [15] мая 1848, Лопьял, Вятская губерния — 23 июля 1926, Москва) — русский живописец и график, последователь «национального романтизма», один из наиболее знаменитых московских художников времён контрреформ и Серебряного века, архитектор и скульптор, общественник консервативных взглядов; старший брат и наставник Аполлинария Васнецова.
Профессор (с 1892) и действительный член (в 1893—1905; по новому уставу) Императорской Академии художеств. Инициатор создания (в 1910; вместе с Аполлинарием Васнецовым) Вятского художественного музея, один из учредителей «Общества возрождения художественной Руси» (с 1915), также состоял членом (в том числе почётным) нескольких учёных и художественных обществ России, в том числе Товарищества передвижников (в 1878—1890; выставлялся до 1897), «Союза русских художников» (с 1918) и Общества имени Куинджи (с 1920). Действительный статский советник (1914).

## Биография
Родился 15 мая 1848 года в русском селе Лопьял (ныне — в Уржумском районе Кировской области) в семье потомственного православного священника Михаила Васильевича Васнецова (1823—1870), принадлежавшего к древнему вятскому роду Васнецовых, и его жены Аполлинарии Ивановны.
Учился в Вятском духовном училище, а затем — в Вятской духовной семинарии. Брал уроки рисования у гимназического учителя живописи Николая Чернышёва, который сразу разглядел в нём талант. С благословения отца оставил семинарию с предпоследнего курса и уехал в Санкт-Петербург для поступления в Академию художеств. Учился живописи в Петербурге — сперва у Ивана Крамского в Рисовальной школе общества поощрения художников (1867—1868), затем — в Академии художеств (1868—1875). Получал серебряные медали Академии художеств: две малые (1869) и большую (1870).
В годы учёбы приезжал в Вятку, познакомился со ссыльным польским художником Эльвиро Андриолли, которого просил заниматься живописью со своим младшим братом Аполлинарием.
По окончании Академии ездил за границу. Выставлять свои работы начал с 1869 года, сначала участвуя в экспозициях Академии, потом — в выставках передвижников.

Член Абрамцевского художественного кружка.

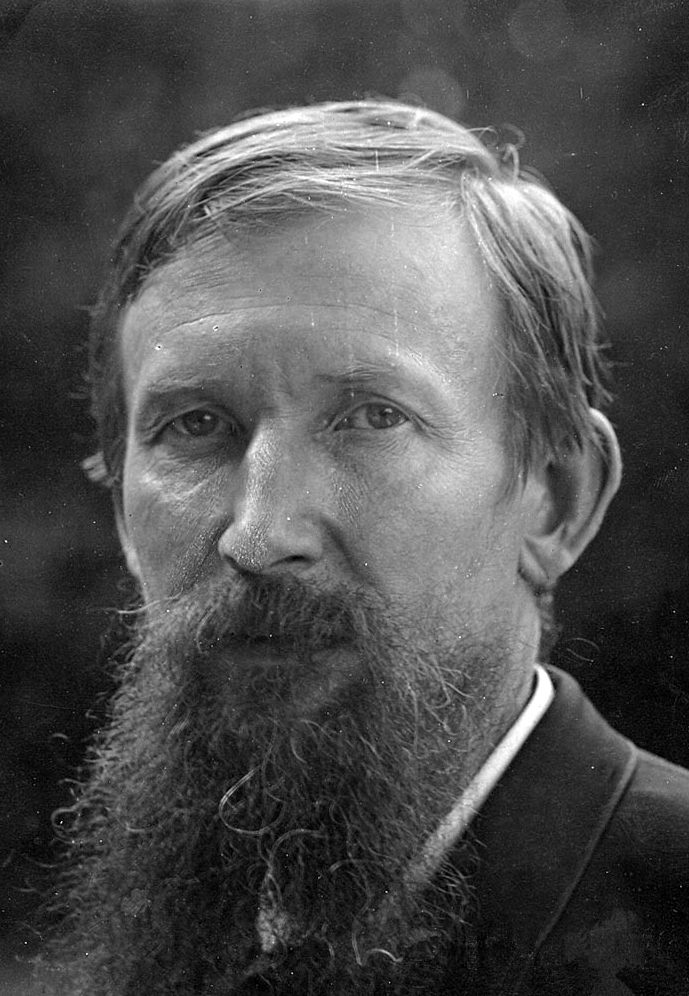
Виктор Васнецов в 1895 году

В 1893 году стал действительным членом Академии художеств.
После 1905 года был близок к Союзу русского народа, хотя и не был его членом, участвовал в финансировании и оформлении монархических изданий, в том числе «Книги русской скорби».
В 1912 году Васнецову было пожаловано «дворянское Российской империи достоинство со всем нисходящим потомством».
В 1915 году участвовал в создании Общества возрождения художественной Руси, наряду со многими другими художниками своего времени.
Умер 23 июля 1926 года в Москве, был похоронен на Лазаревском кладбище. После его уничтожения прах художника был перенесён на Введенское кладбище (18 уч.).

## Семья
- Жена (с 1877) — Александра Владимировна, урождённая Рязанцева (1850—1933), из вятской купеческой семьи, отец — совладелец и директор Косинской бумажной фабрики; окончила Вятскую гимназию и врачебные курсы в Санкт-Петербурге[10][11].
  - Дочь — Татьяна (1879—1961), художник, окончила МУЖВЗ. Помогала отцу в изготовлении мозаик для храмов[10].
  - Сын — Борис (1880—1919), учился в техническом училище[10], похоронен на Введенском кладбище вместе с отцом.
  - Сын — Алексей (1882—1949), выпускник естественно-исторического факультета Московского университета, автор воспоминаний о детстве в Киеве[10].
  - Сын — Михаил (1884—1973), окончил математическое отделение Московского университета, астроном, публиковал статьи в журнале «Известия русского астрономического общества» (1910), в эмиграции был сотрудником Русского народного университета в Праге, позднее православный священник там же. Автор книги «Русский художник Виктор Михайлович Васнецов» (1948)[10].
  - Сын — Владимир (1889—1953), профессор, сооснователь кафедры ихтиологии Московского университета[10], у него сын, художник Андрей Васнецов[12].

## Творчество

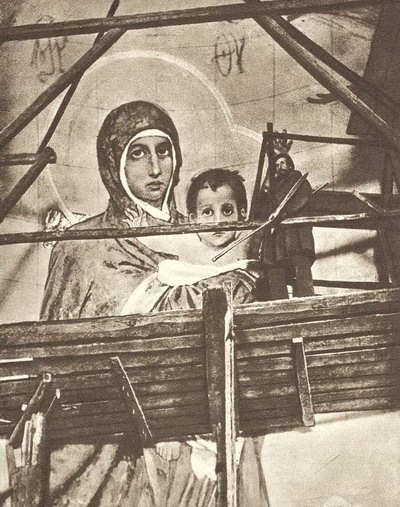
Виктор Васнецов во Владимирском соборе в Киеве в 1880-х годах

В творчестве Васнецова ярко представлены разные жанры, ставшие этапами очень интересной эволюции: от бытописательства к сказке, от станковой живописи к монументальной, от приземлённости передвижников к прообразу стиля модерн. На раннем этапе в работах Васнецова преобладали бытовые сюжеты, например в картинах «С квартиры на квартиру» (1876), «Военная телеграмма» (1878), «Книжная лавочка» (1876), «Балаганы в Париже» (1877).
Позже главным направлением становится былинно-историческое:
- «Витязь на распутье» (1882)
- «После побоища Игоря Святославича с половцами» (1880)
- «Алёнушка» (1881)
- «Иван-Царевич на Сером Волке» (1889)
- «Богатыри» (1881—1898)
- «Царь Иван Васильевич Грозный» (1897)

В конце 1890-х годов всё более заметное место в его творчестве занимает религиозная тема: им были выполнены работы во Владимирском соборе в Киеве и в храме Спаса на Крови в Санкт-Петербурге, акварельные рисунки и вообще подготовительные оригиналы стенной живописи для собора святого Владимира, росписи Храма Рождества Иоанна Предтечи на Пресне). Васнецов работал в коллективе художников, оформлявших интерьер храма-памятника Александра Невского в Софии.
Сотрудничал с В. Д. Поленовым, М. В. Нестеровым, И. Г. Блиновым и другими художниками.
После 1917 года Васнецов продолжал работать над народными сказочными темами, создавая полотна «Баба-Яга» (1917), «Бой Добрыни Никитича с семиглавым Змеем Горынычем» (1918); «Кащей Бессмертный» (1917—1926).

### Картины

#### Былинные и сказочные сюжеты

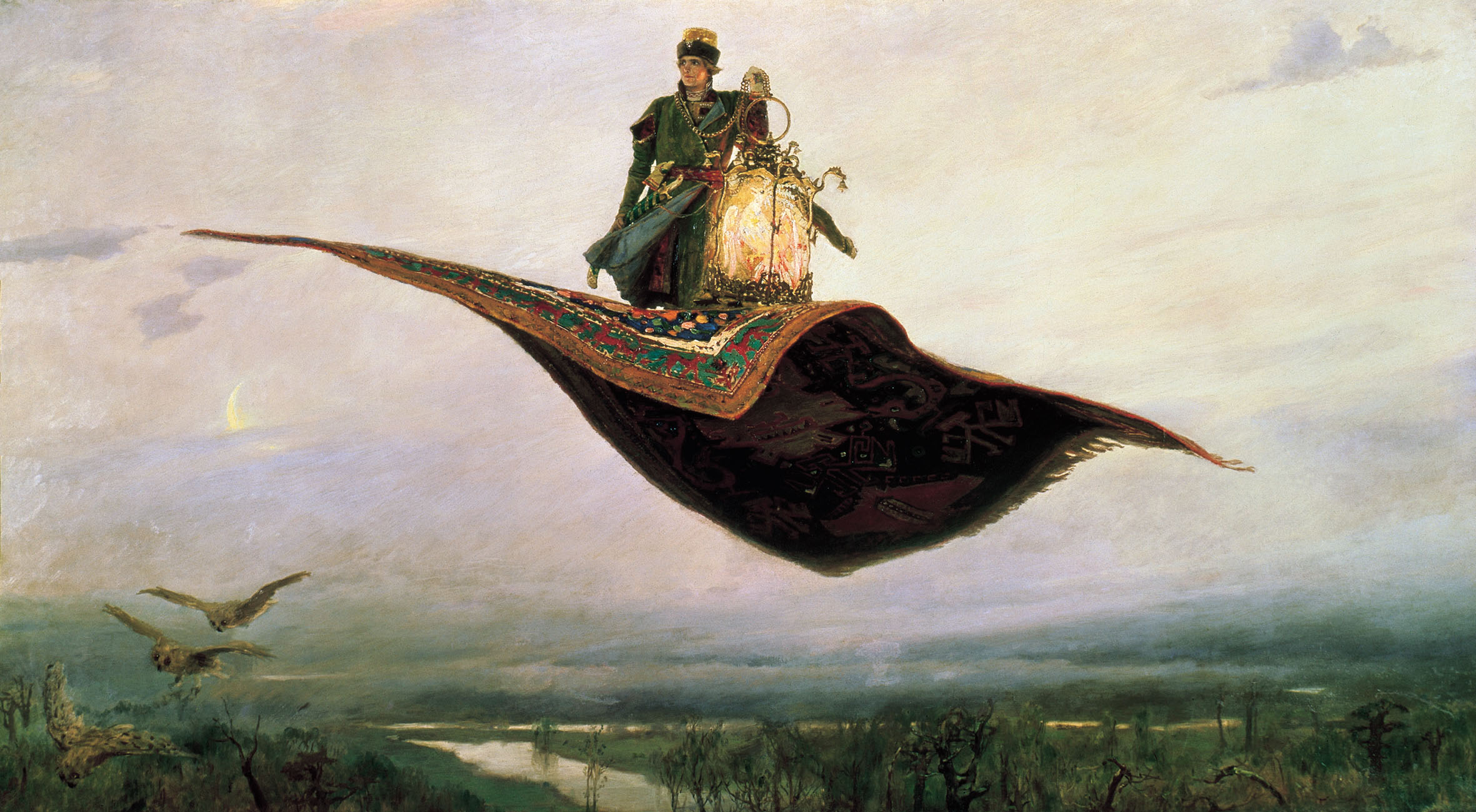
Ковёр-самолёт. 1880
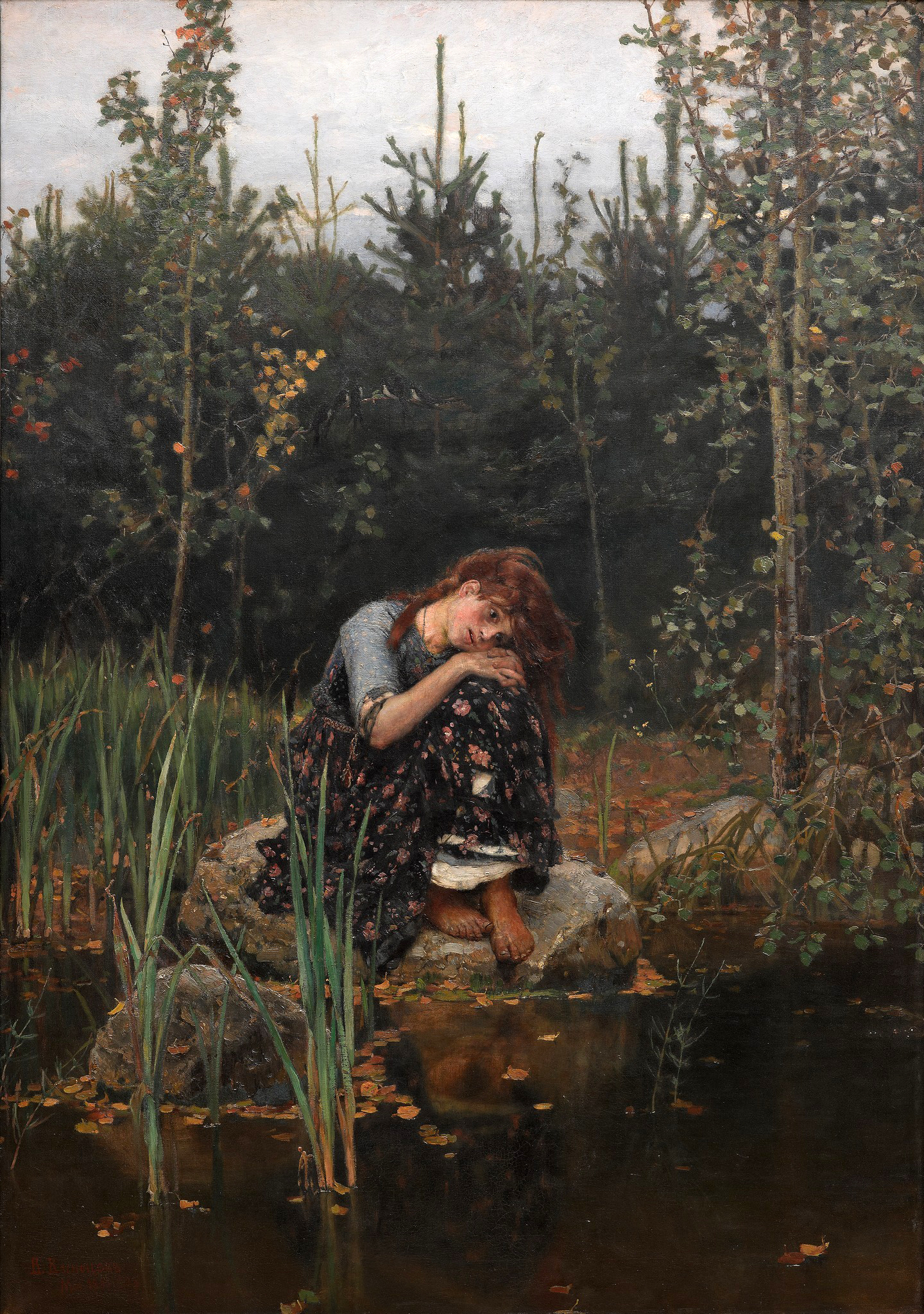
Алёнушка. 1881
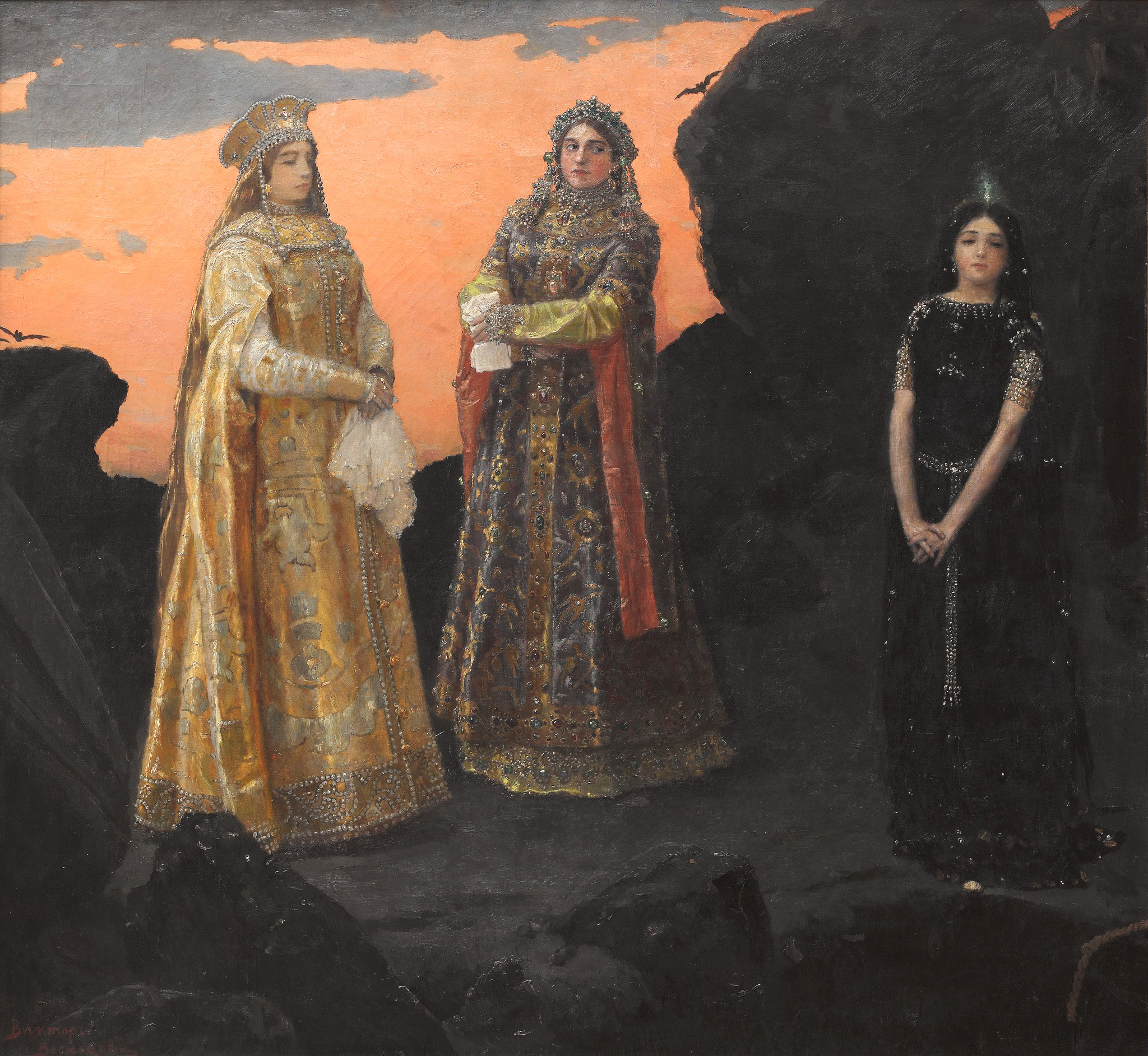
Три царевны подземного царства. 1881
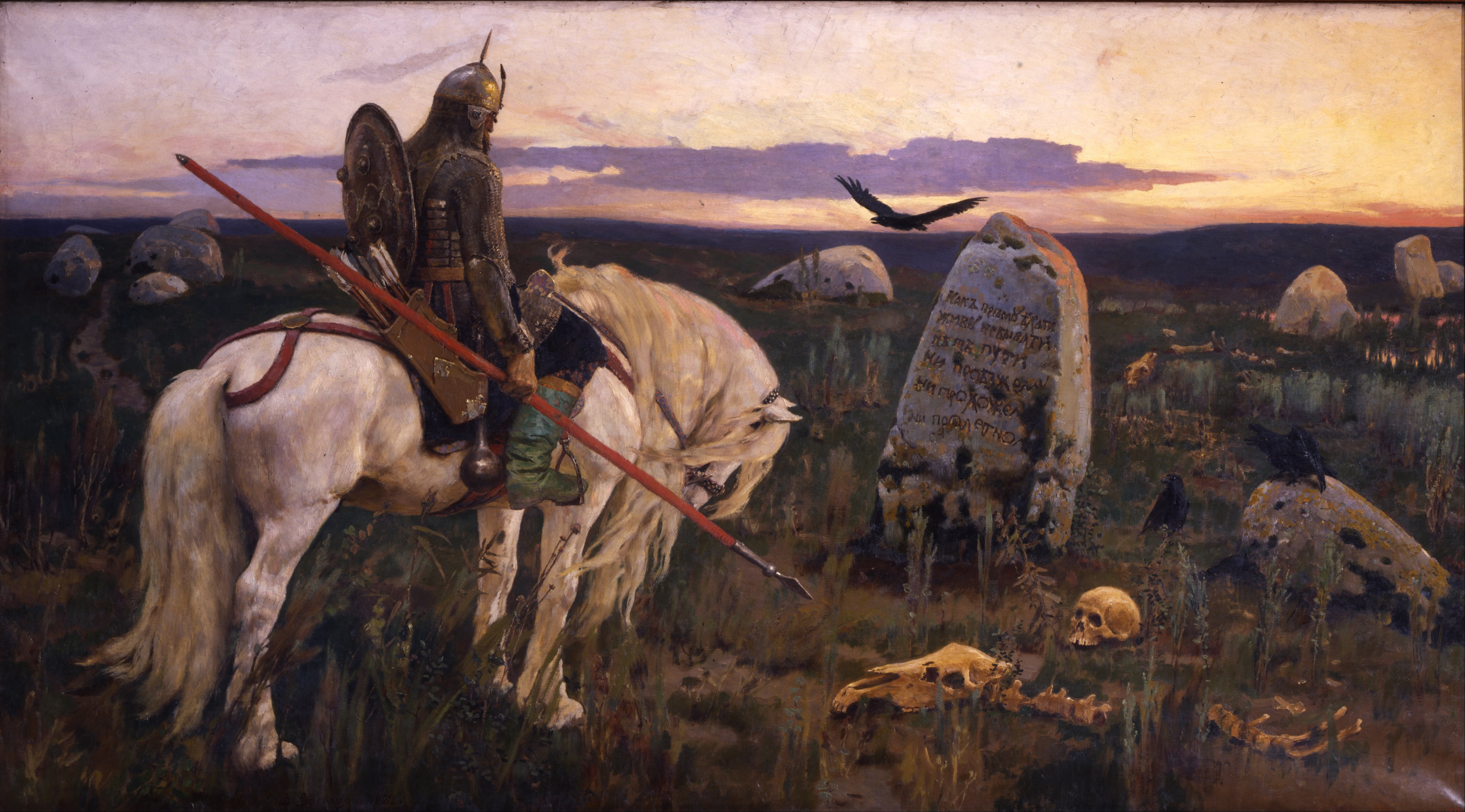
Витязь на распутье. 1882
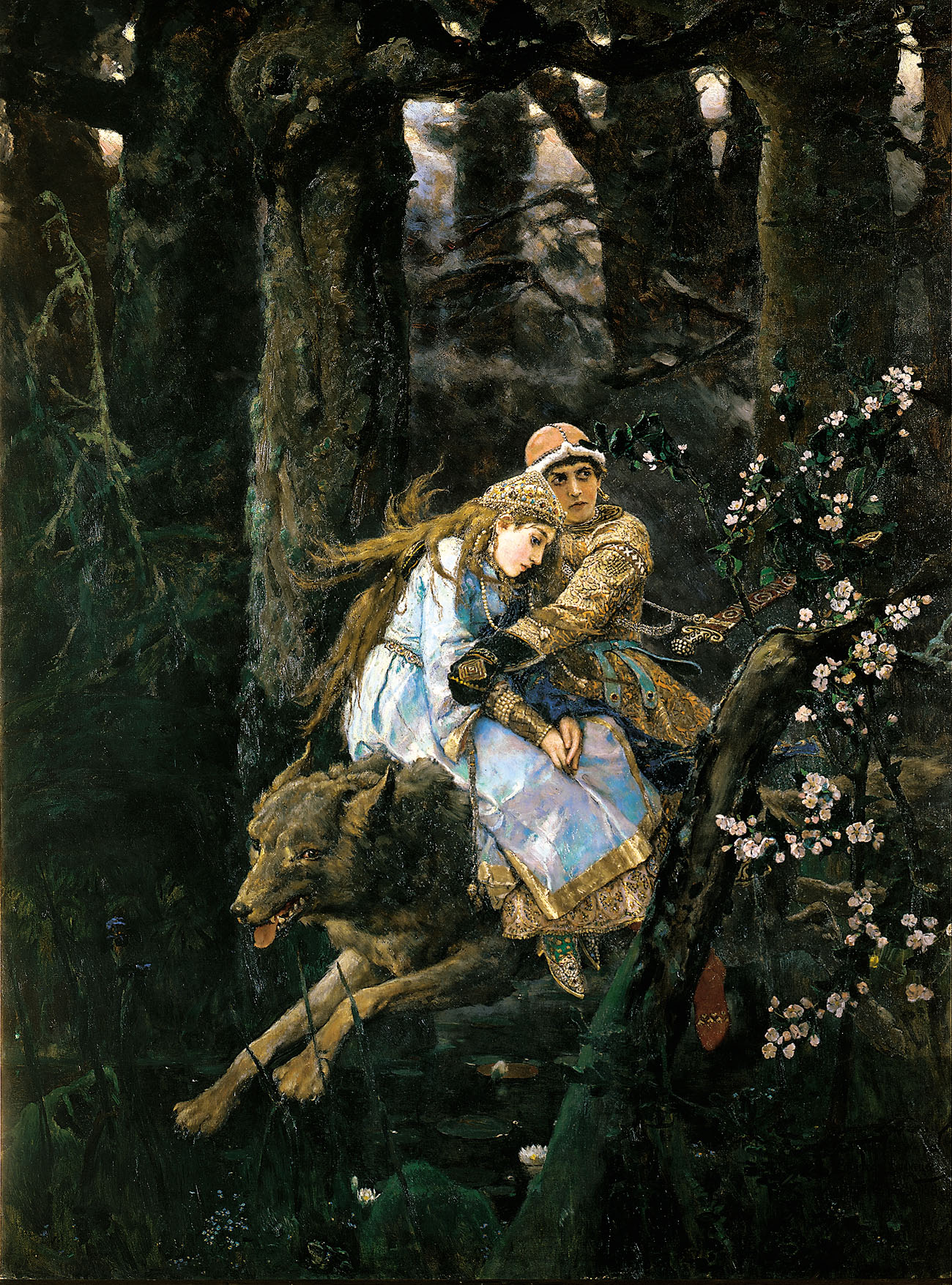
Иван-Царевич на Сером Волке. 1889
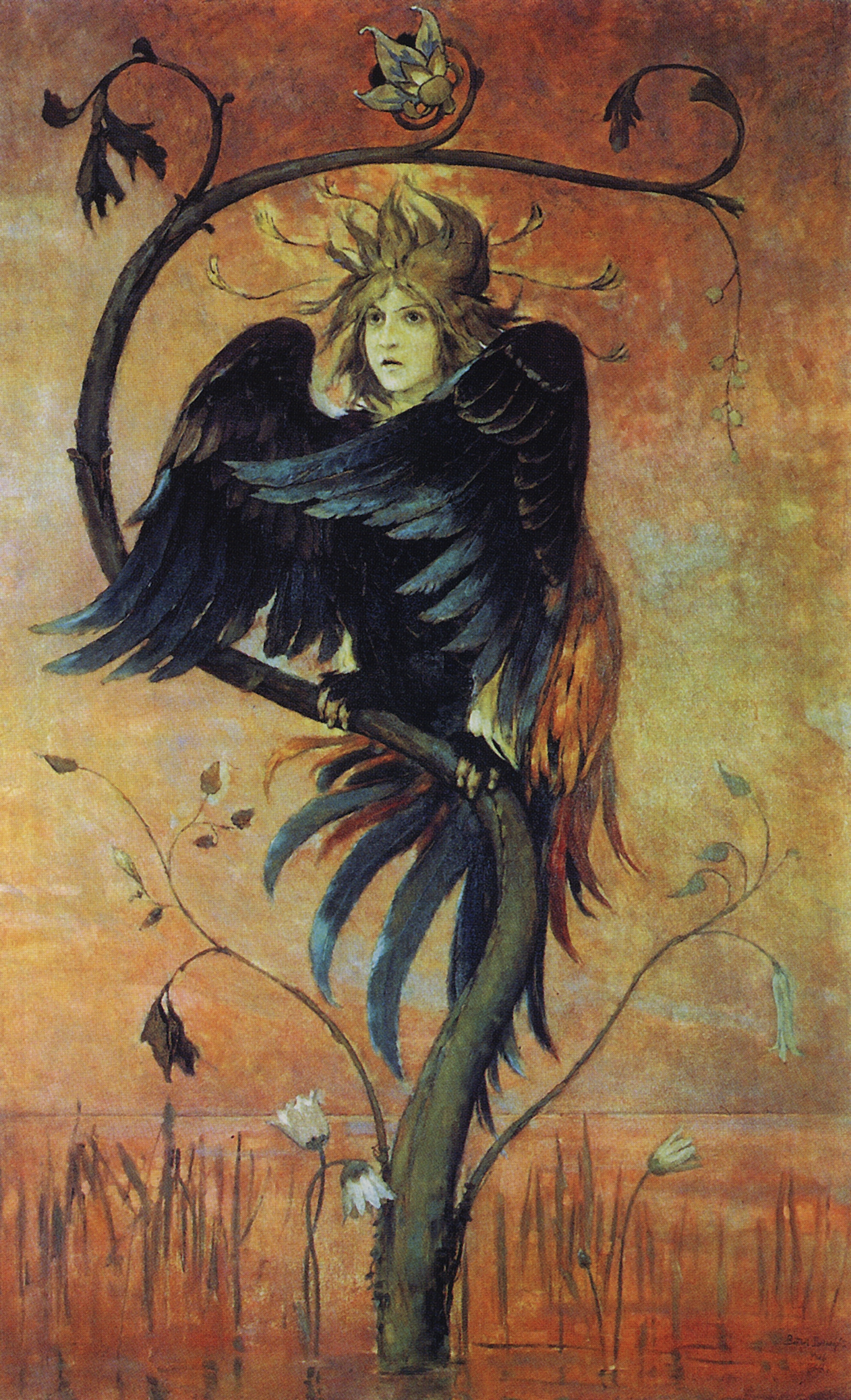
Гамаюн, птица вещая. 1897
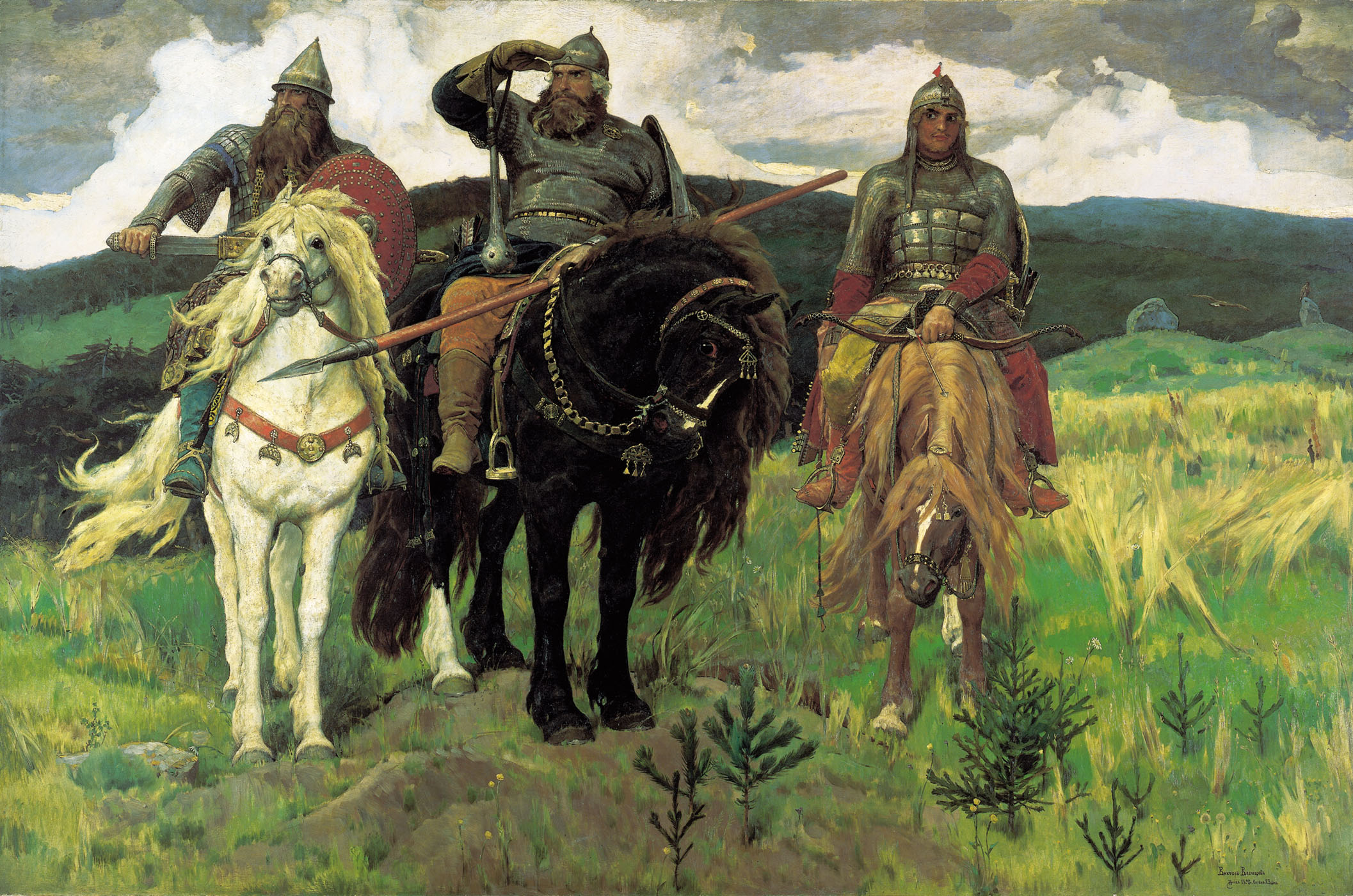
Богатыри. 1898
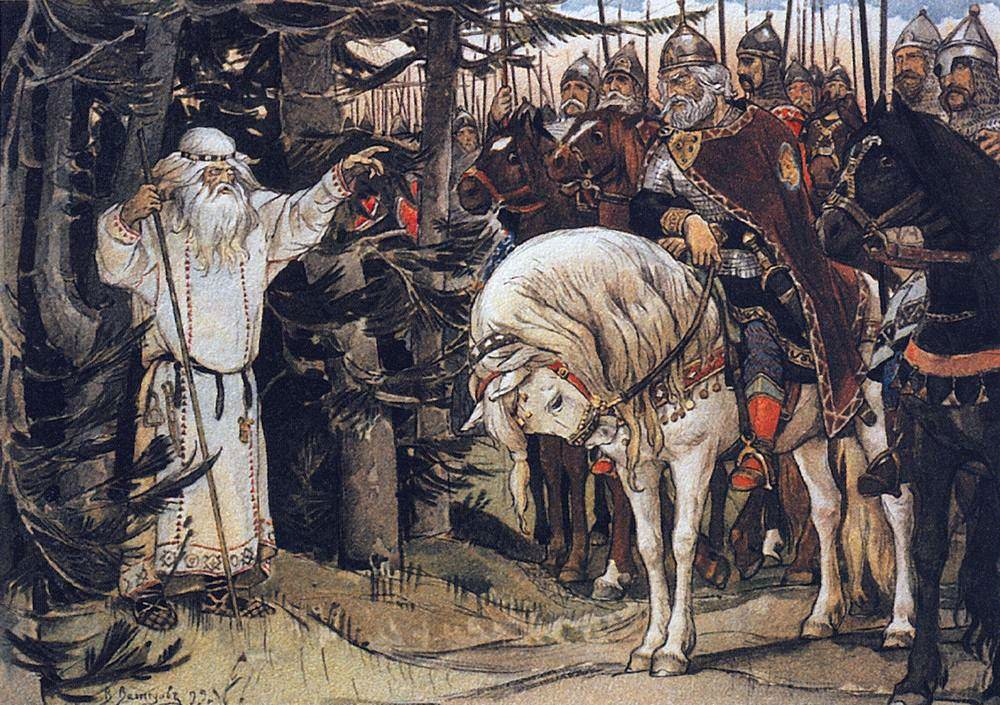
Встреча Олега с кудесником. 1899
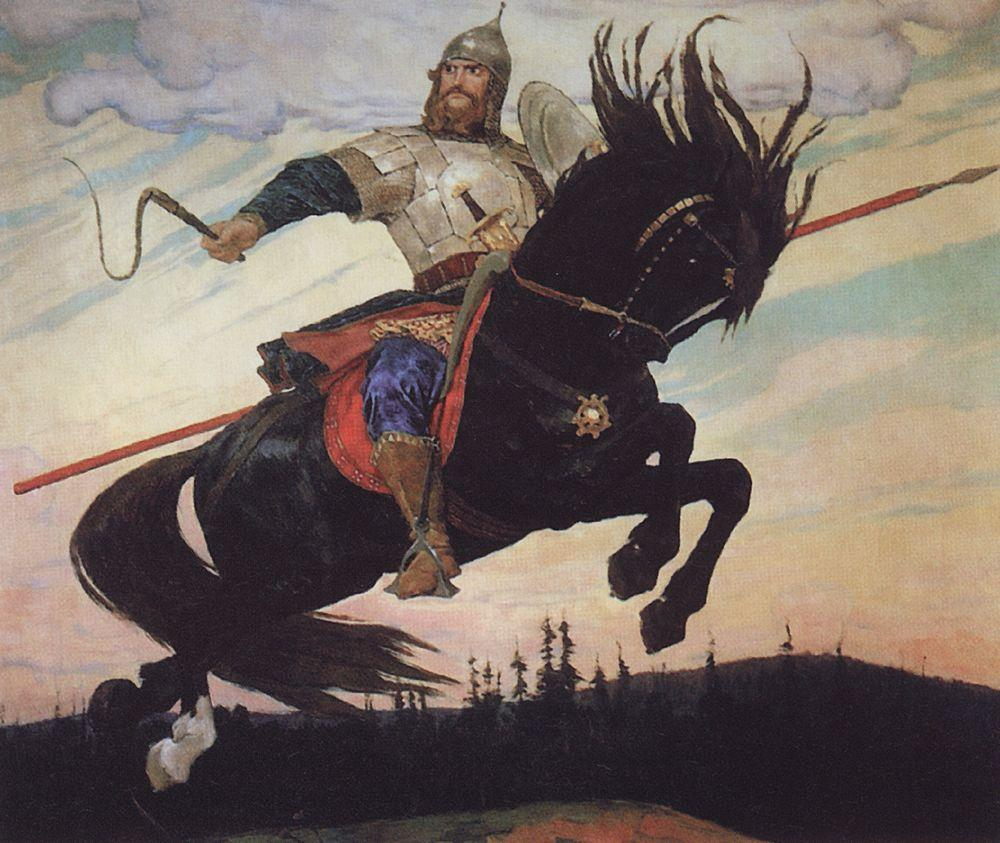
Богатырский скок. 1914
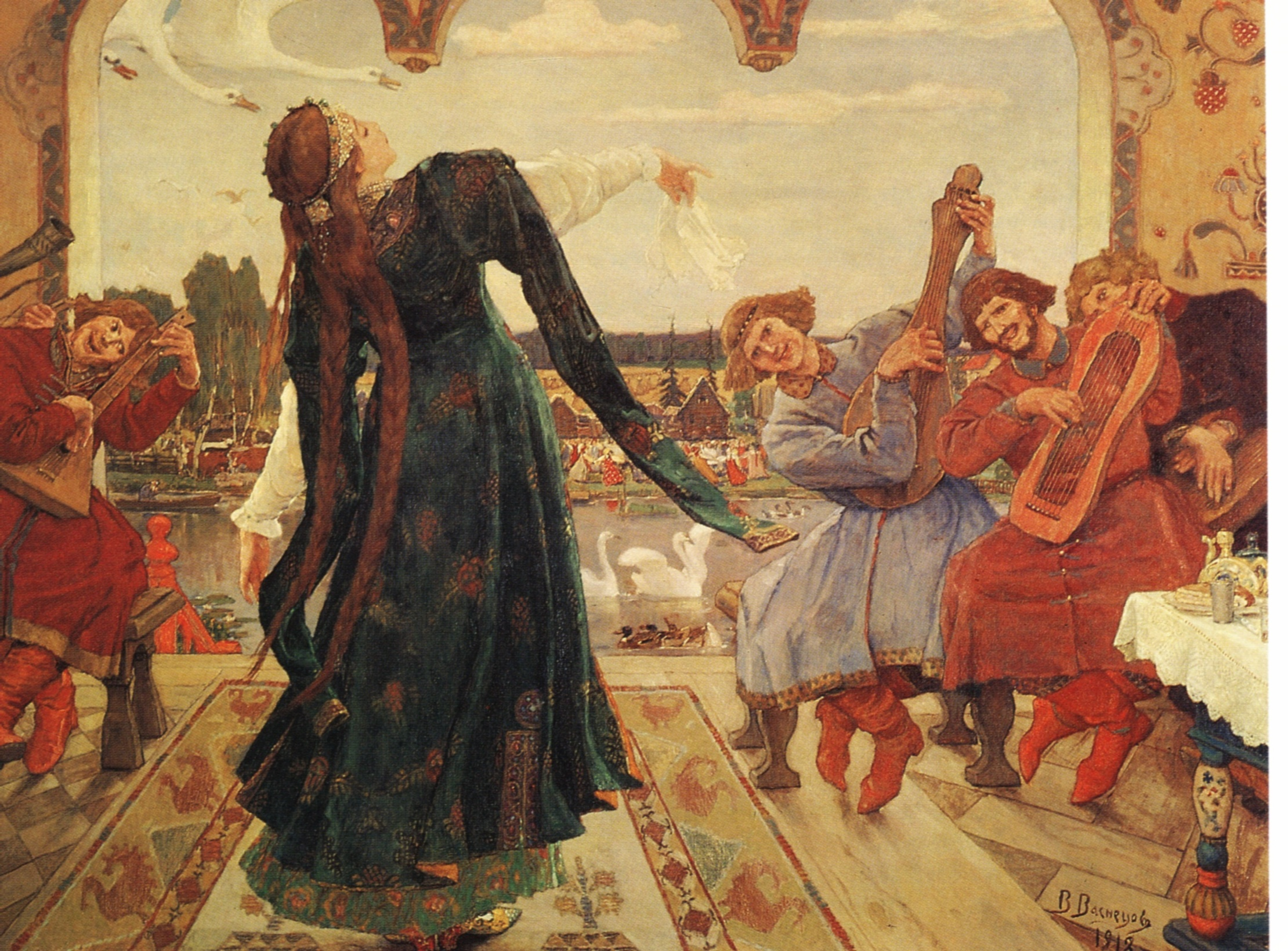
Царевна-лягушка. 1918
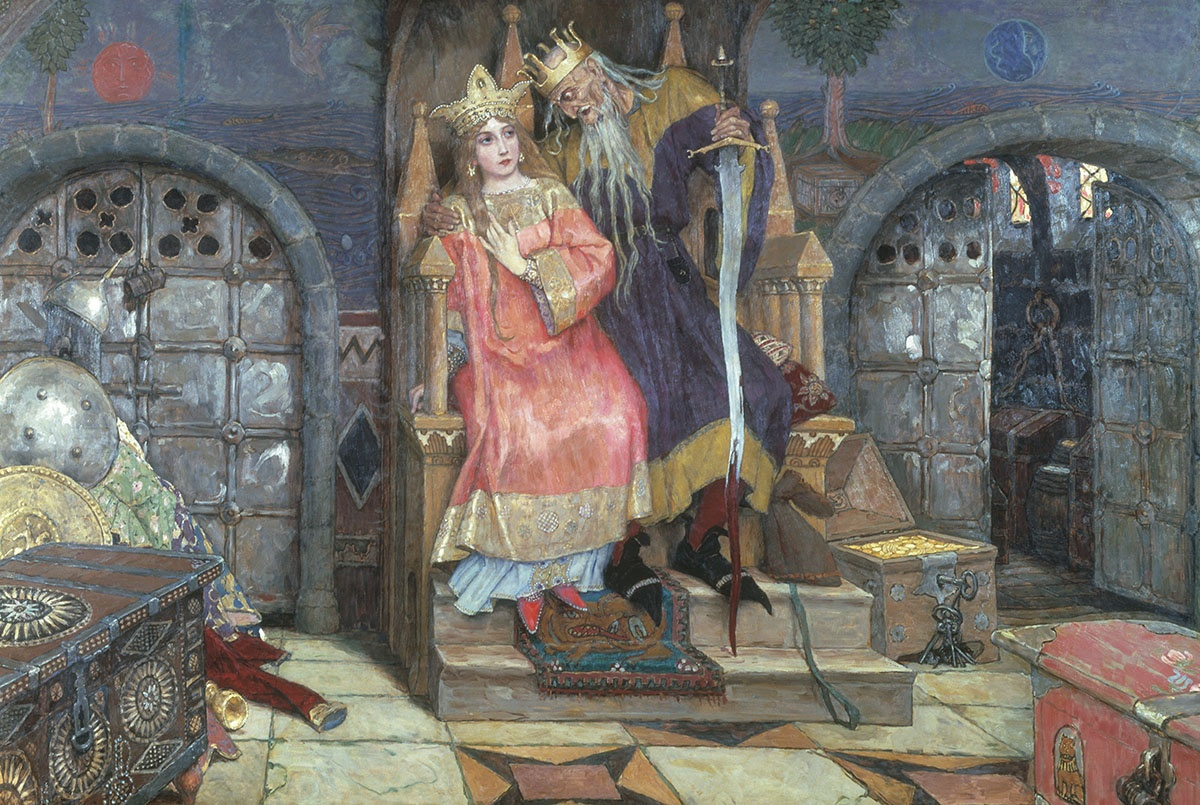
Кащей Бессмертный. 1926
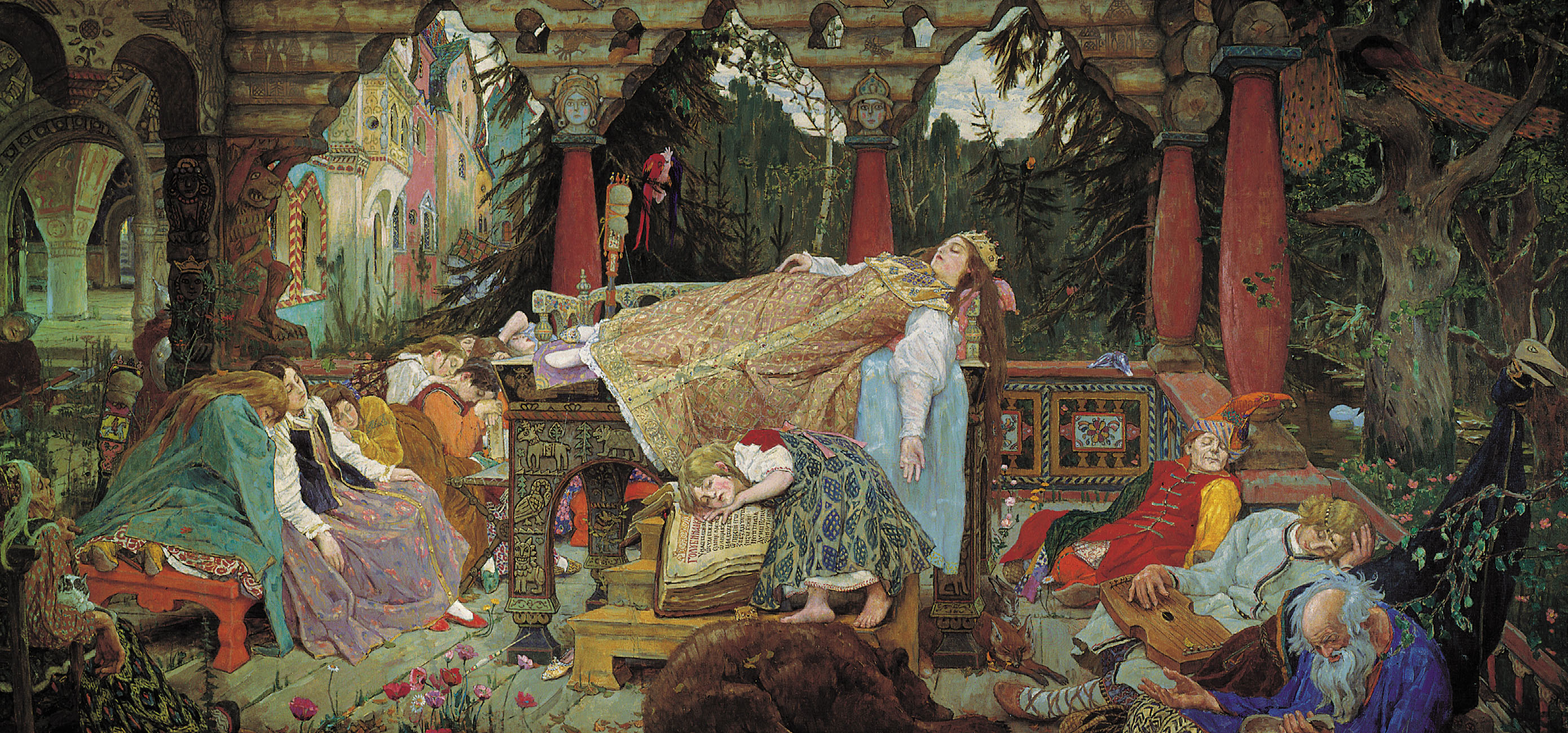
Спящая царевна. 1926

#### Религиозные сюжеты и церковные декорации

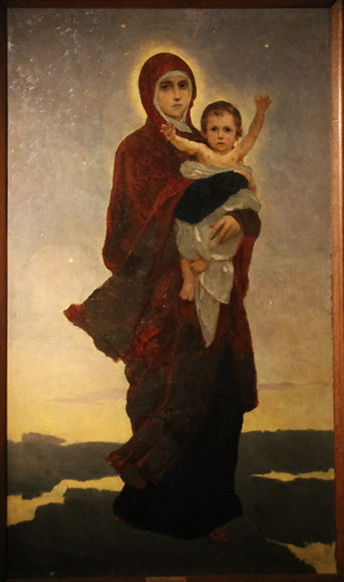
Богоматерь с Младенцем. 1882
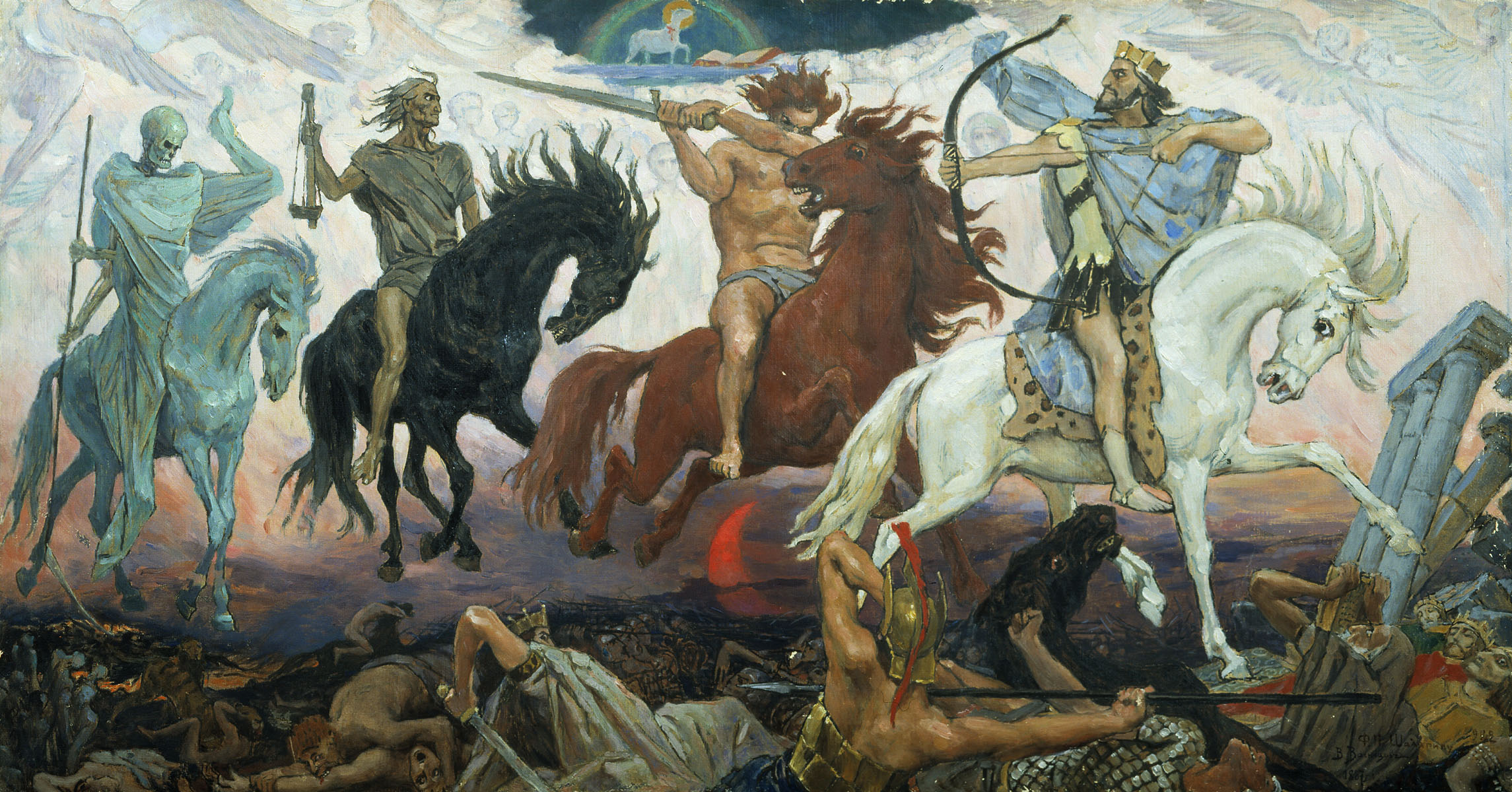
Воины Апокалипсиса. 1887
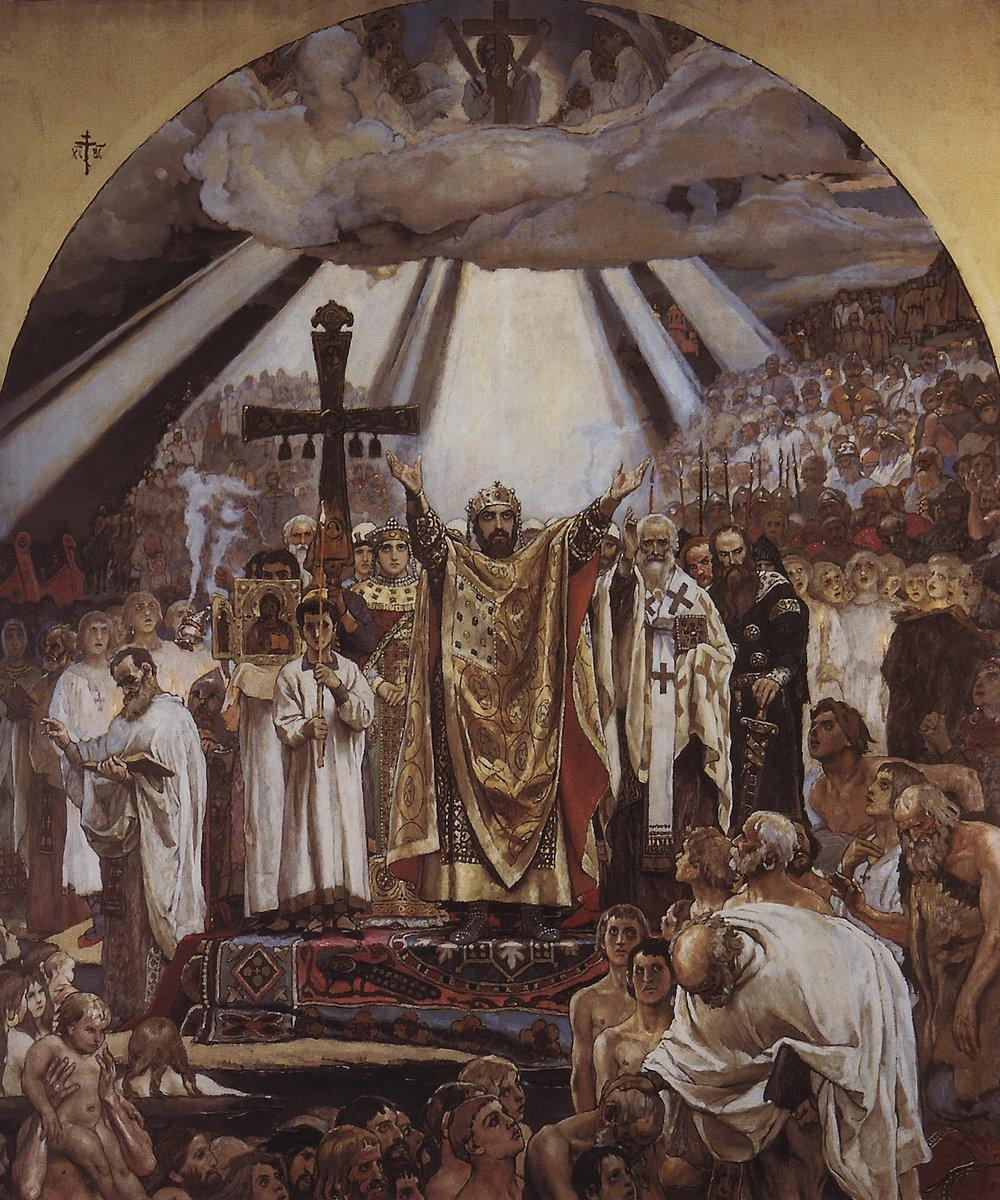
Крещение Руси. 1890
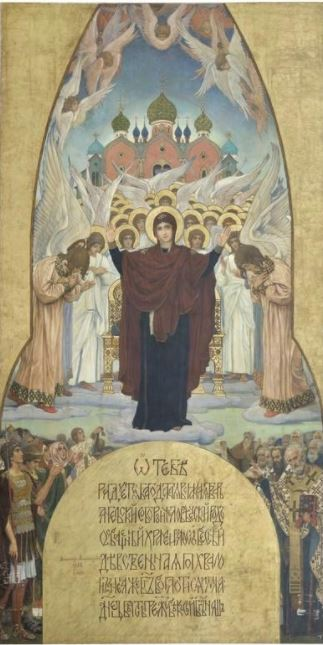
Богоматерь Нерушимая стена. 1900
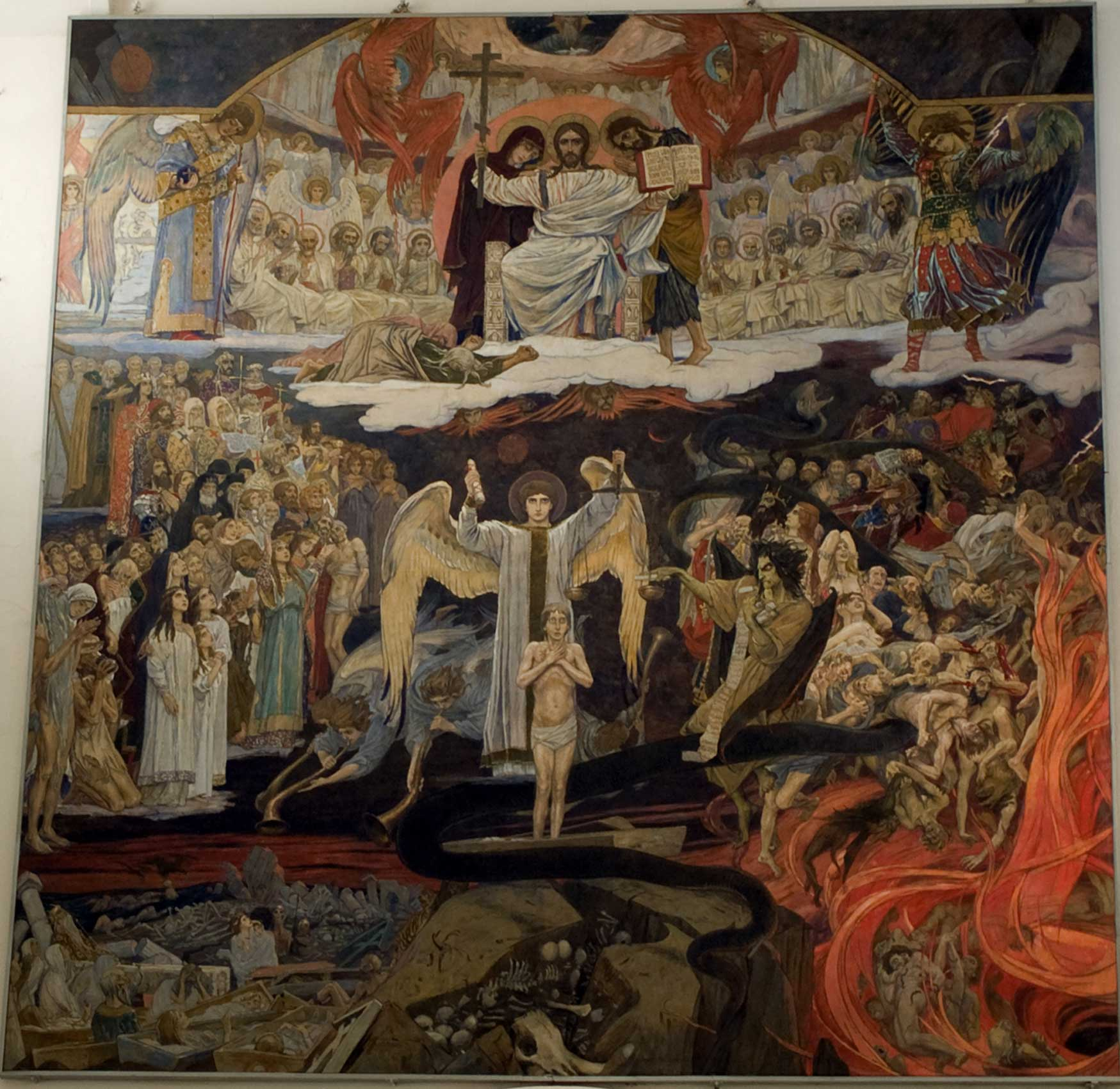
Страшный суд. 1904
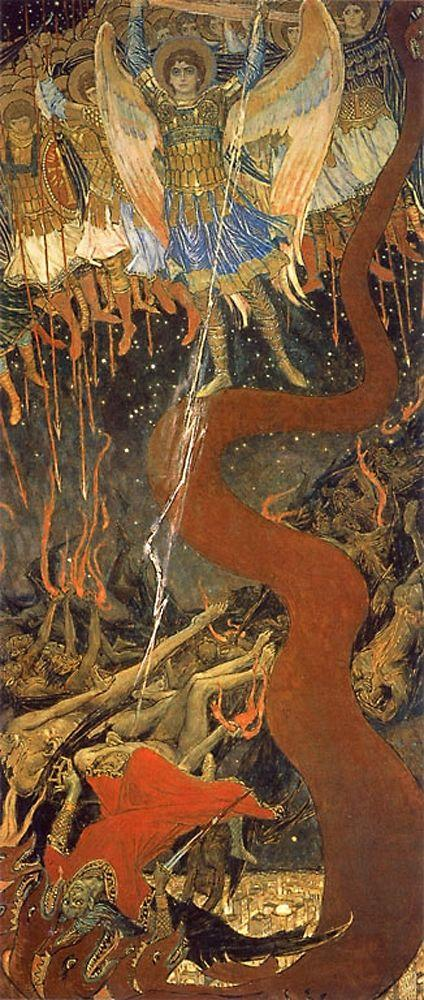
Архистратиг Михаил. 1914–1915

#### Исторические сюжеты

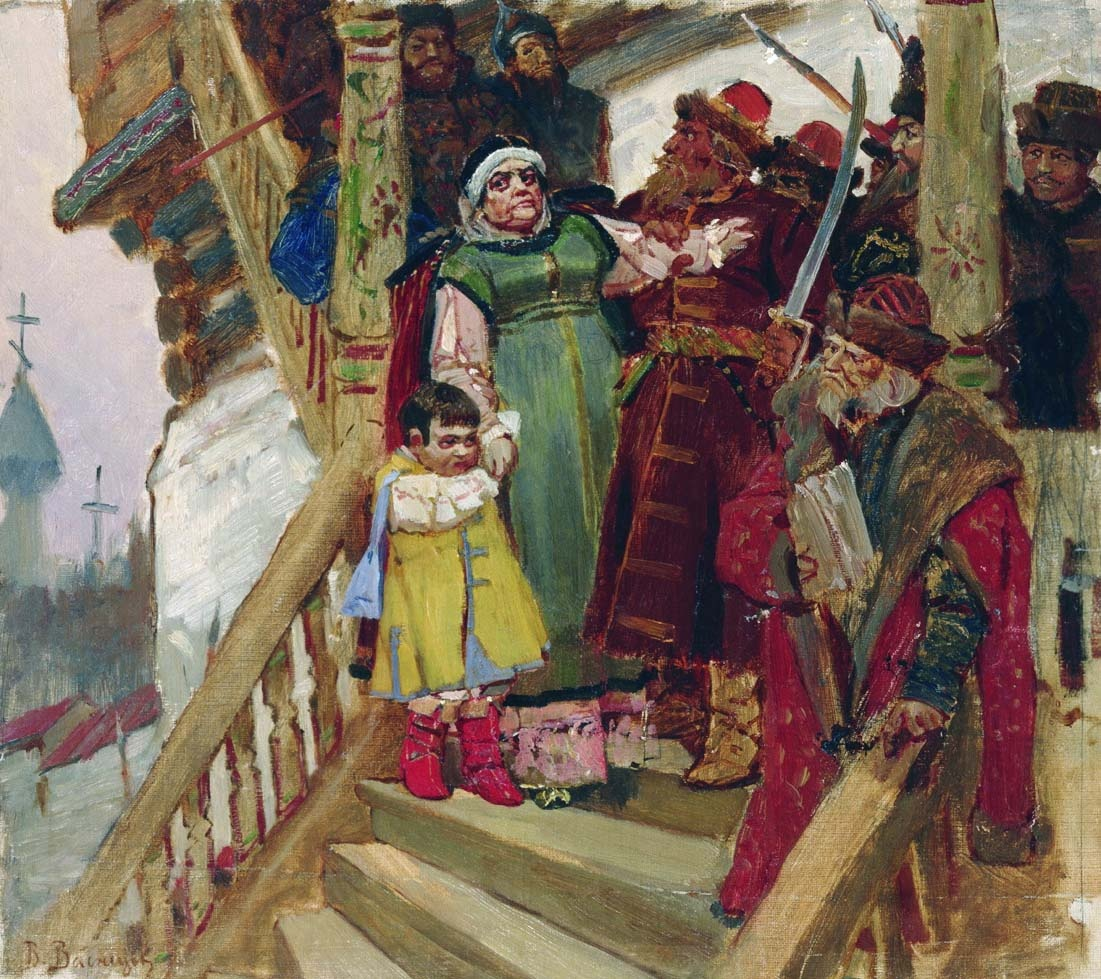
Арест Марфы Посадницы. 1880
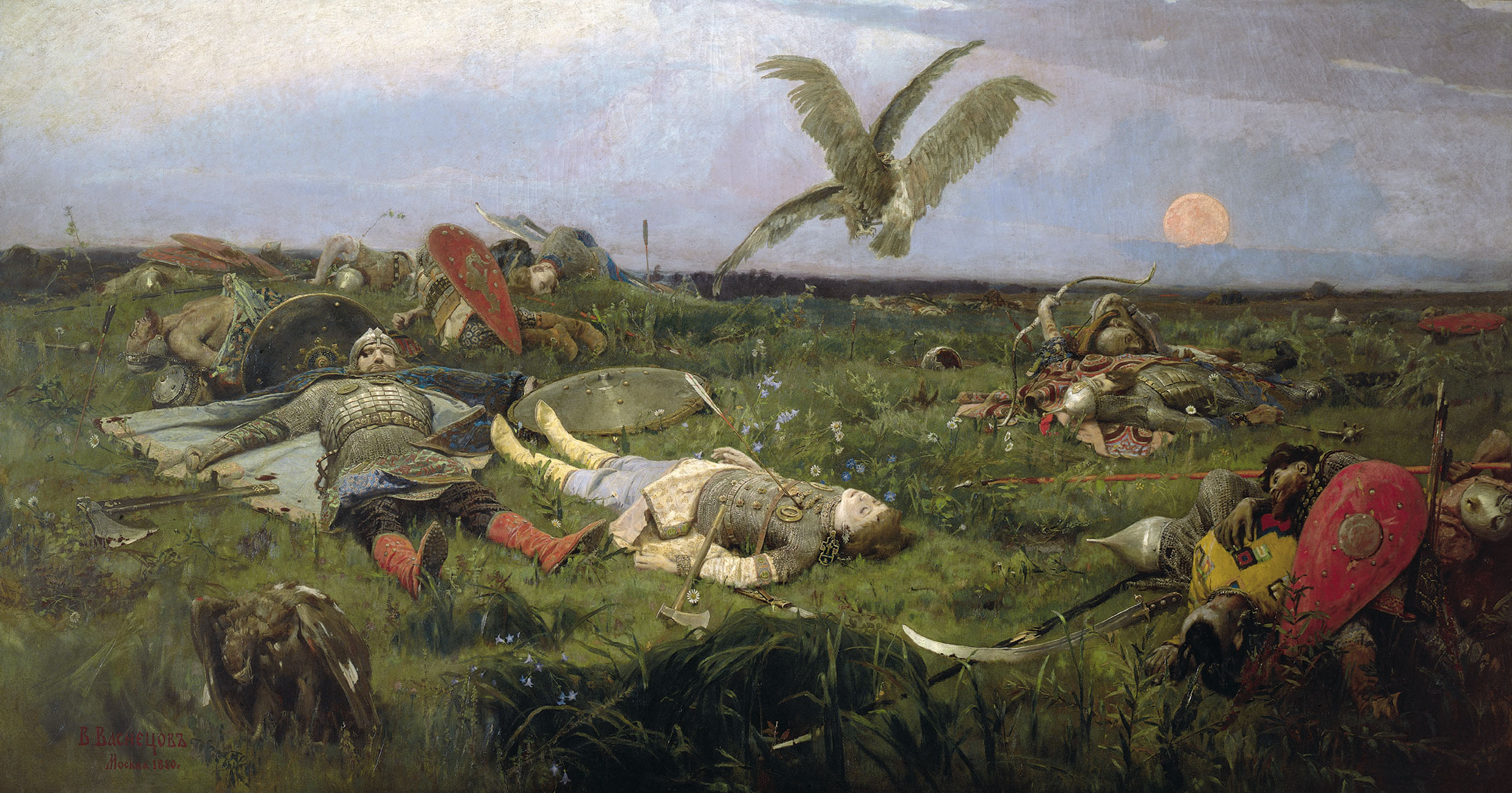
После побоища Игоря Святославича с половцами. 1880
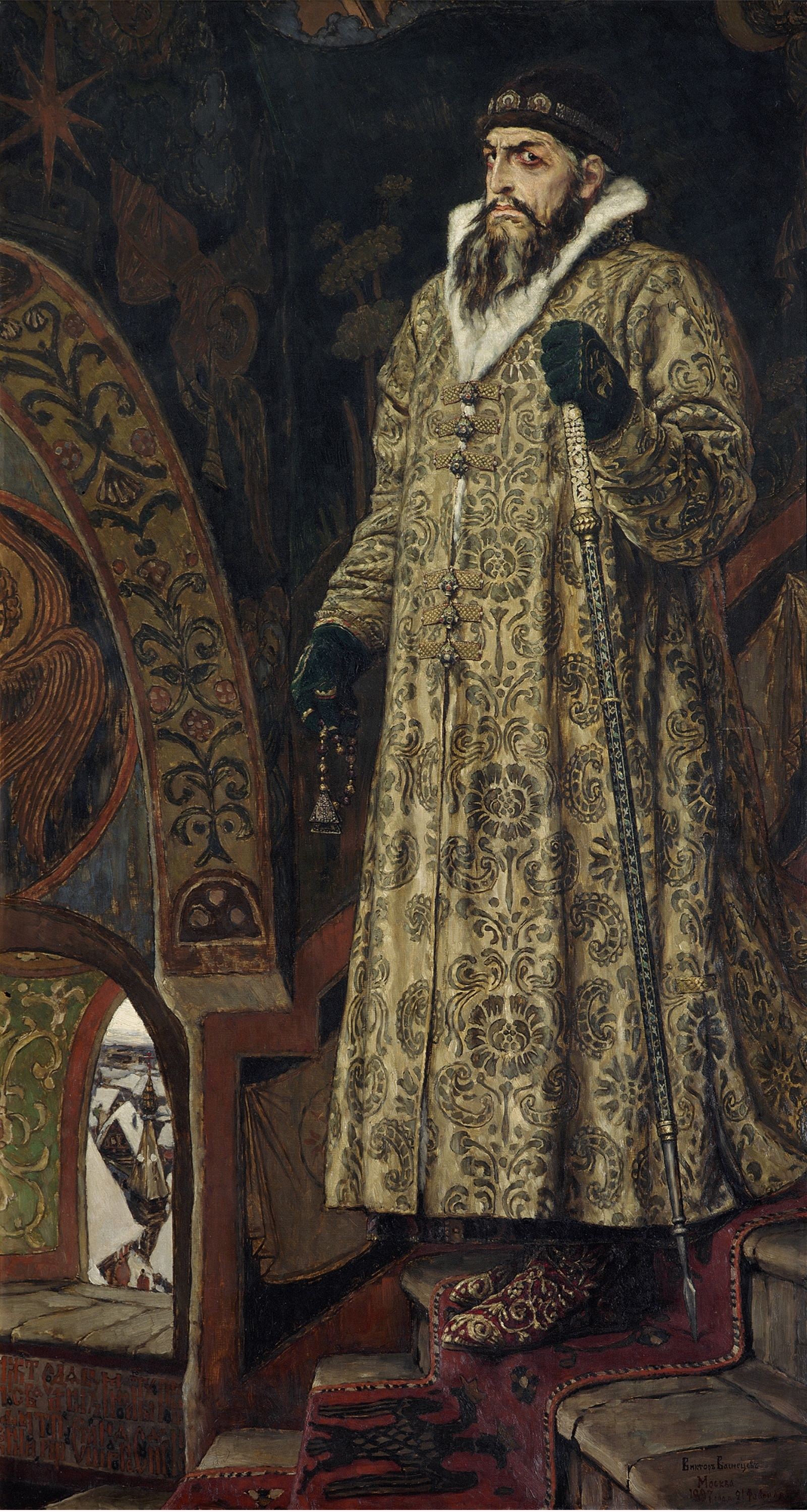
Иван Грозный. 1897
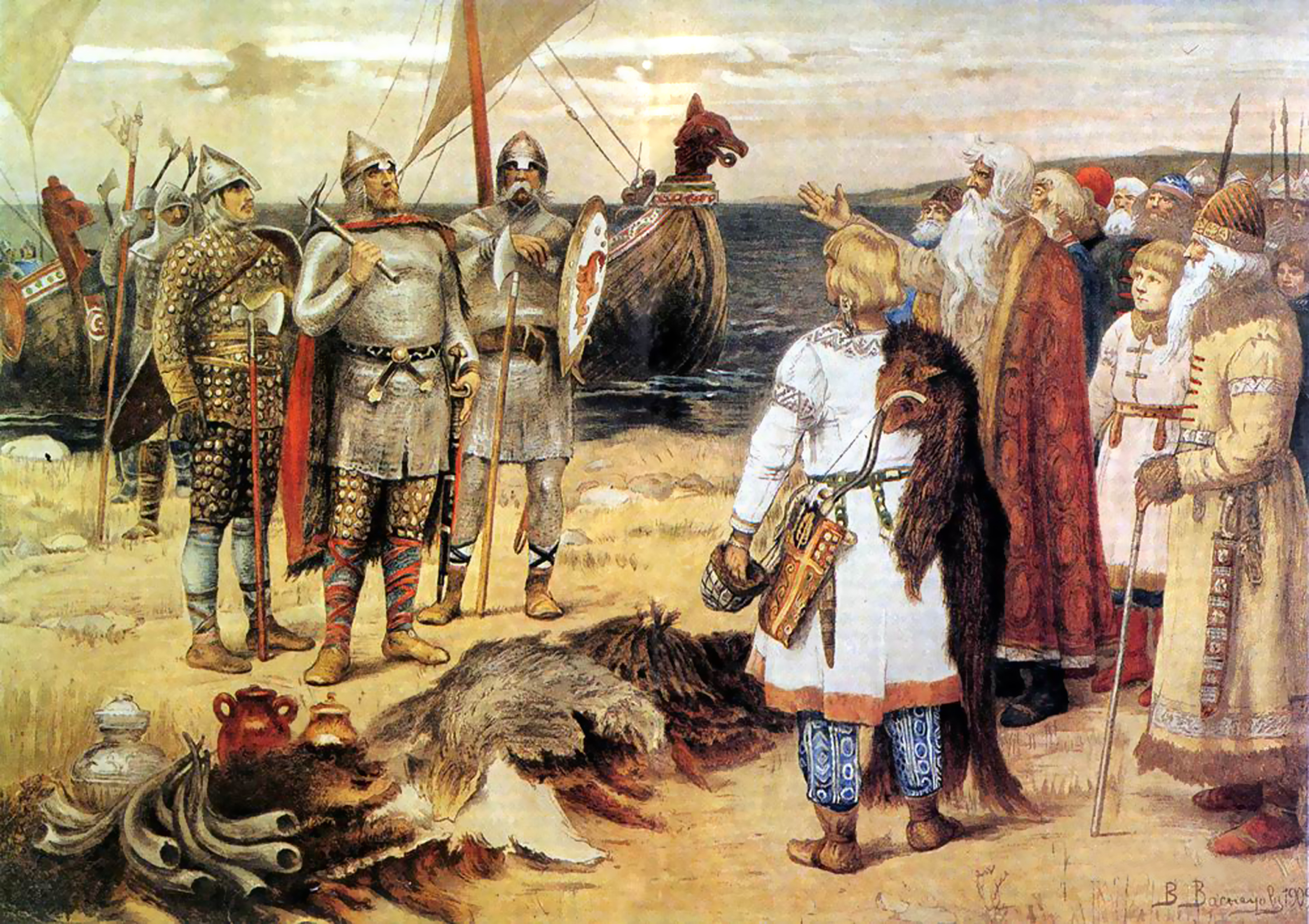
Призвание варягов. 1913

#### Бытовые сюжеты

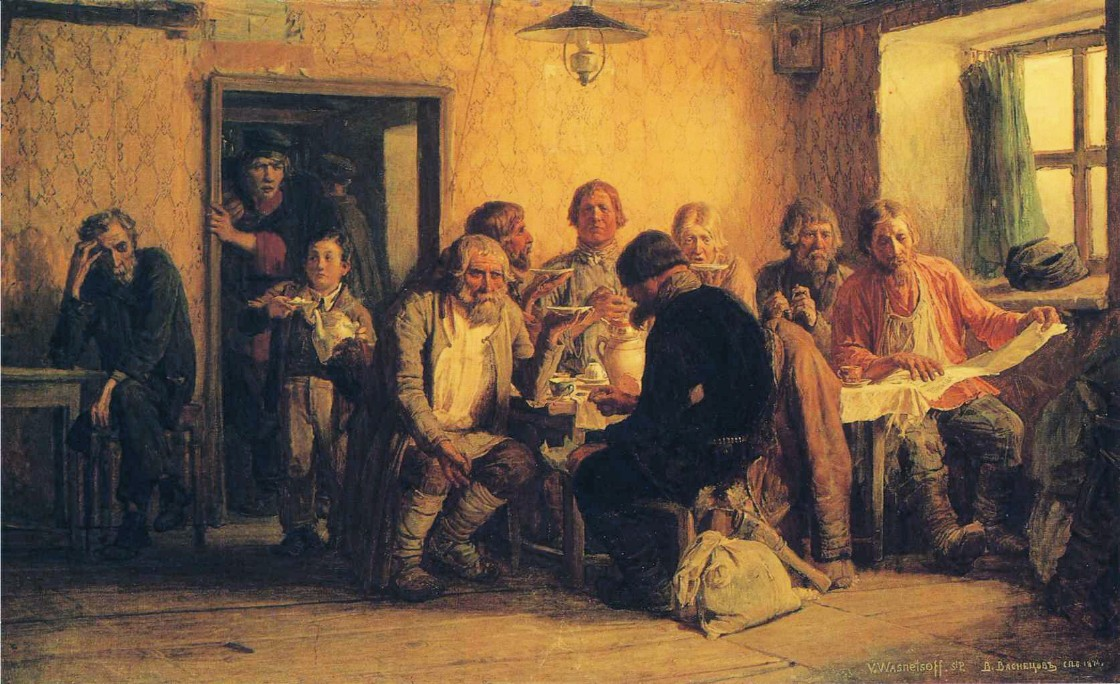
Чаепитие в трактире. 1874
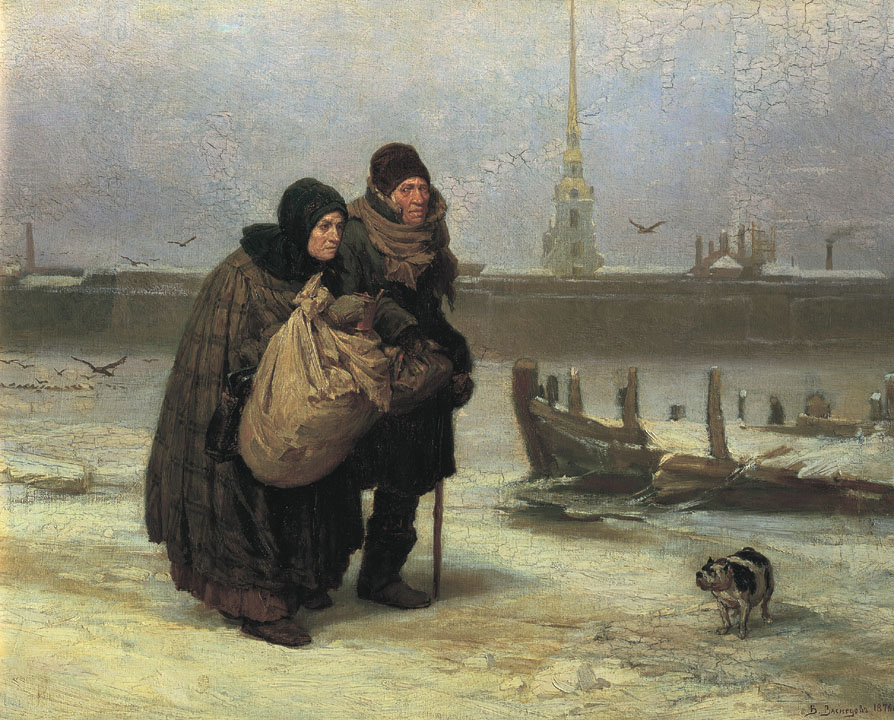
С квартиры на квартиру. 1876
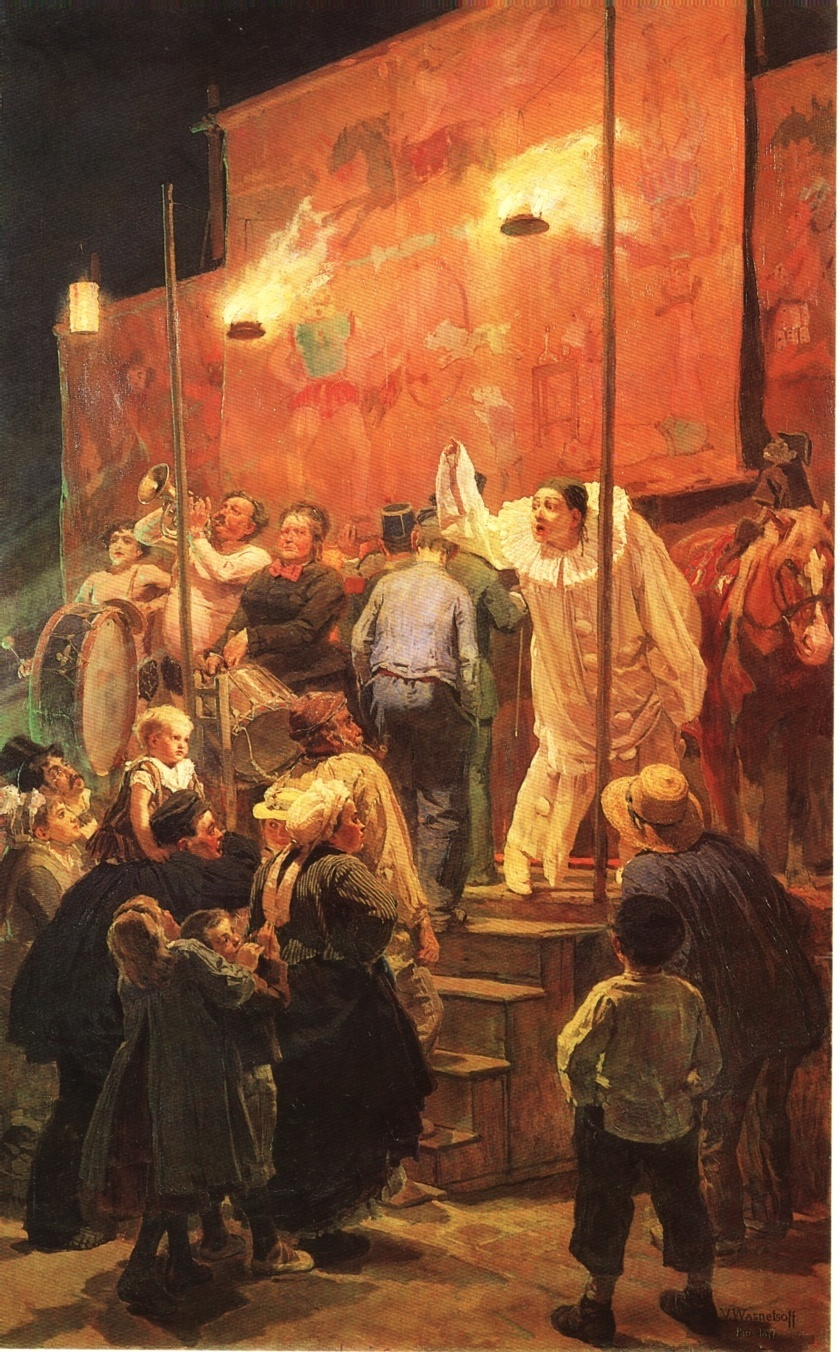
Акробаты (На празднике в окрестностях Парижа). 1877
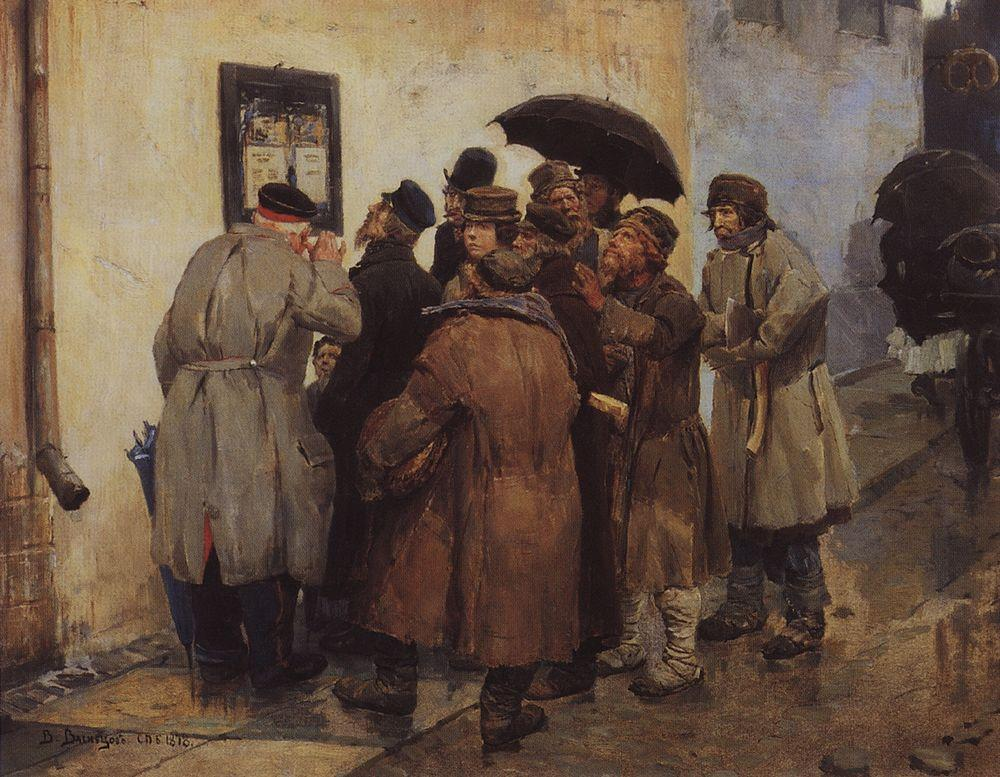
Военная телеграмма. 1878
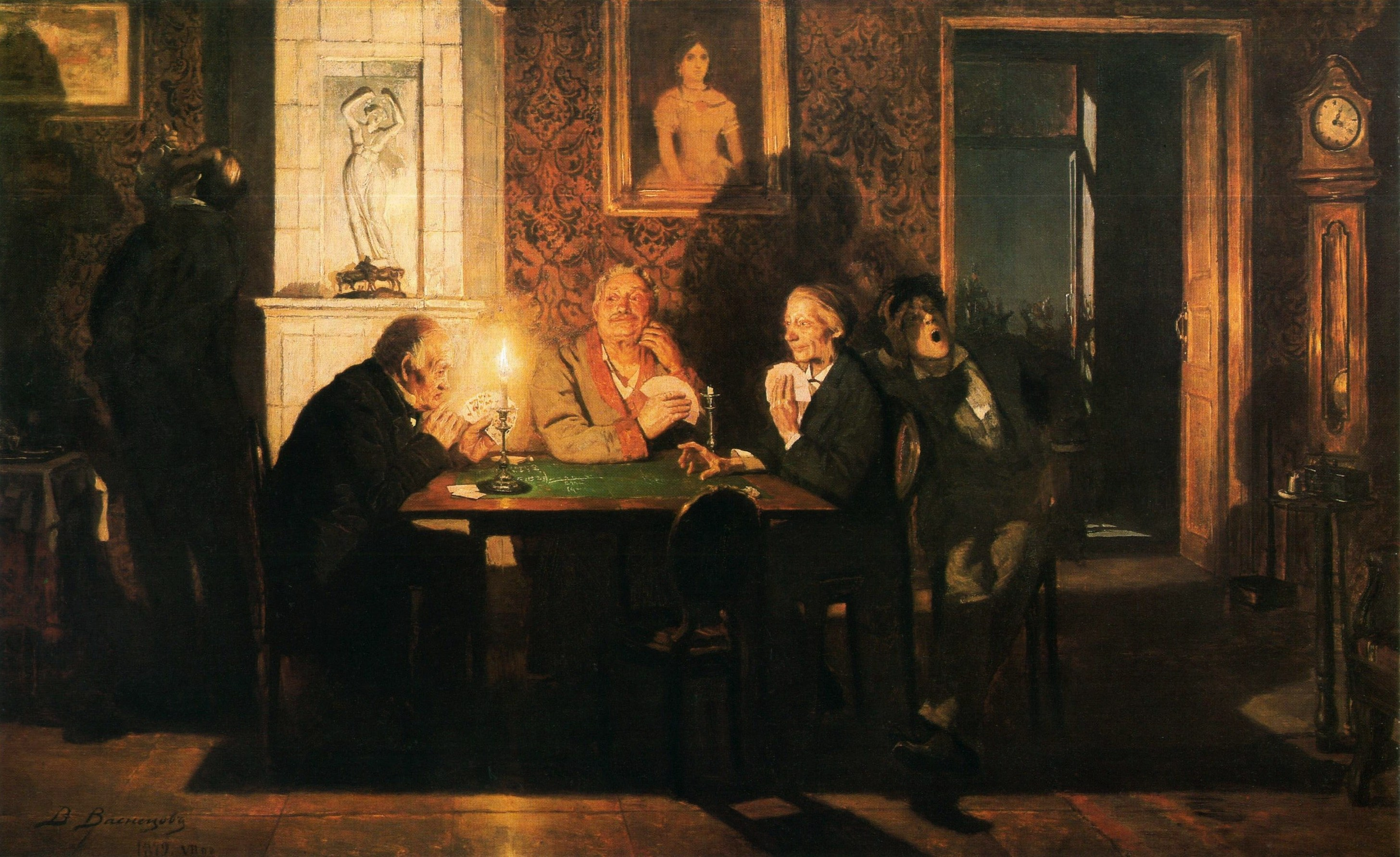
Преферанс. 1879

#### Портреты

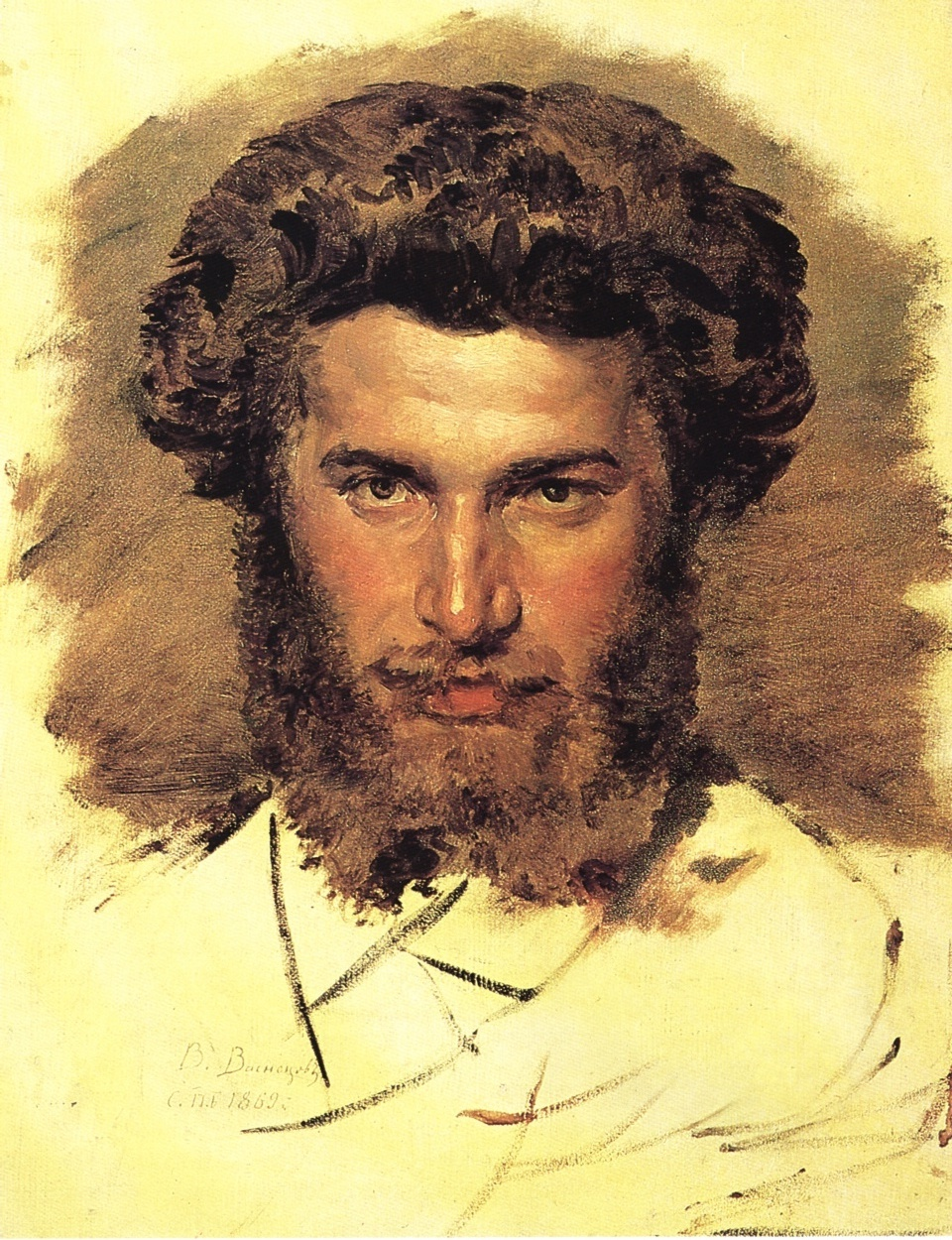
Архип Куинджи. 1869
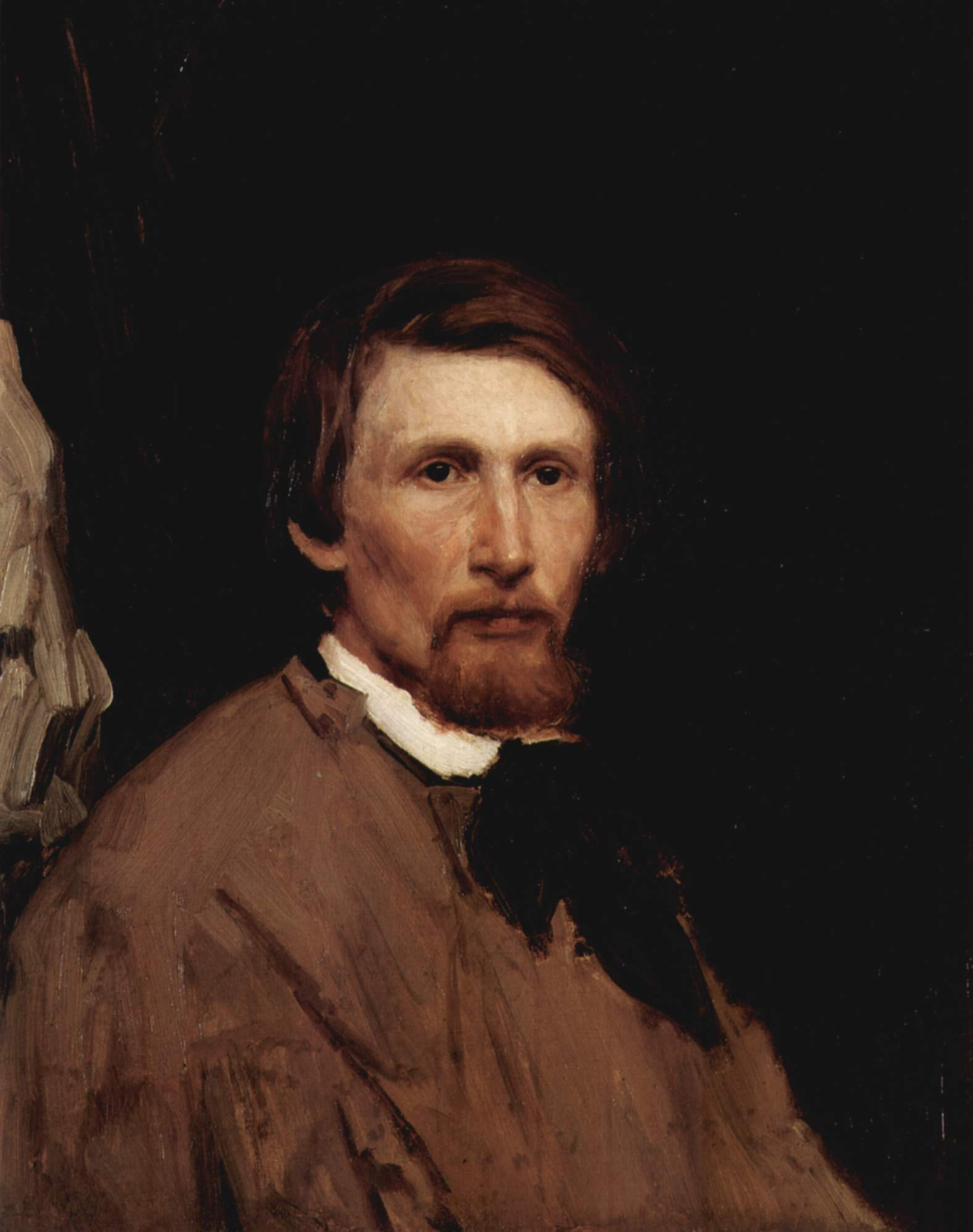
Автопортрет. 1873
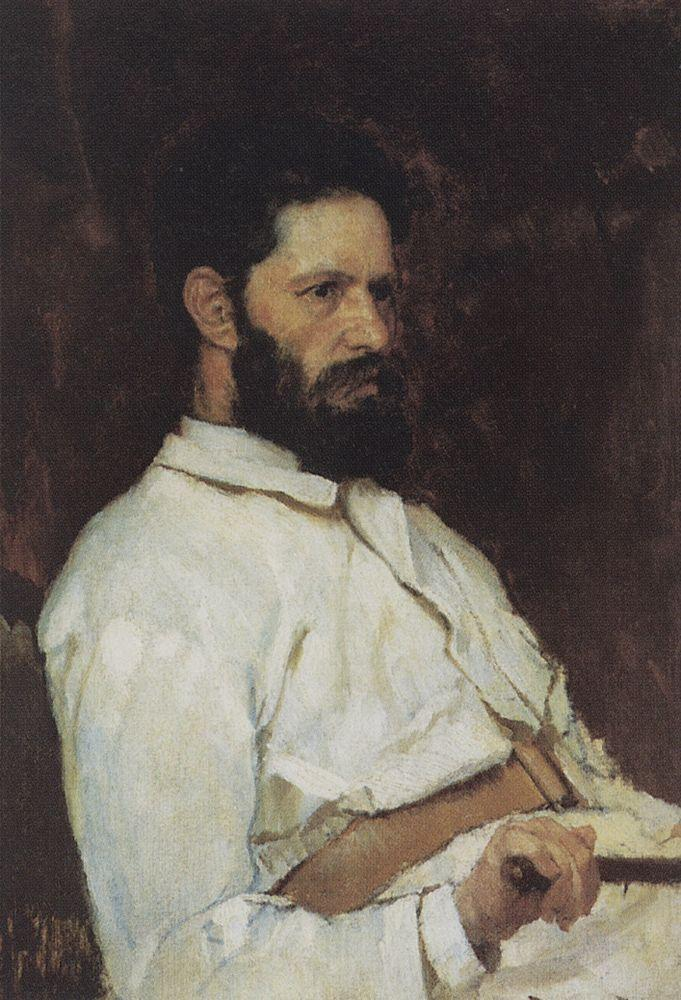
Марк Антокольский. 1884
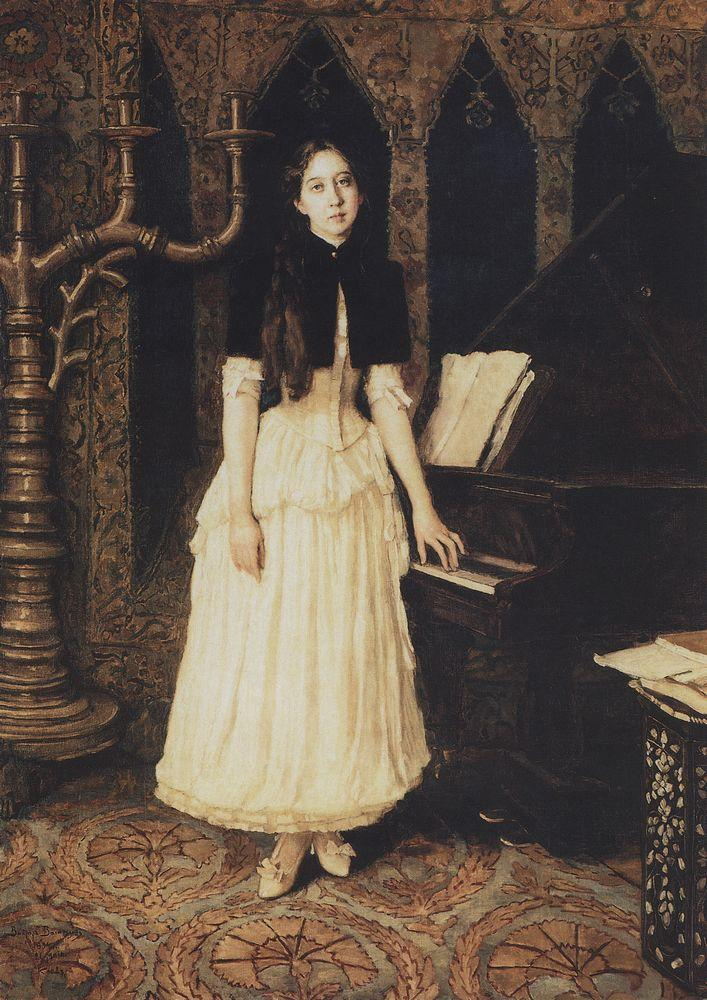
Елена Прахова. 1894
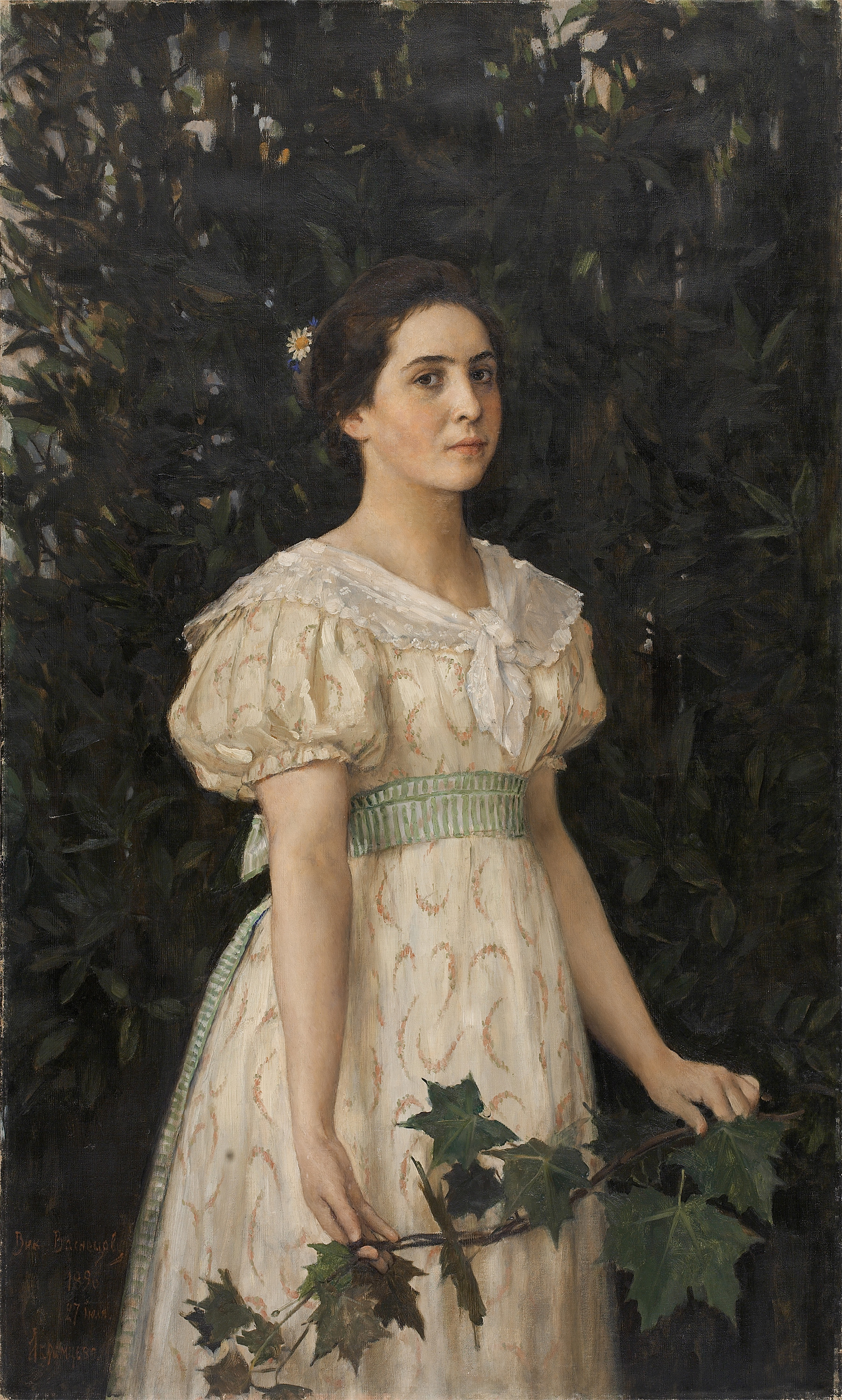
Вера Мамонтова. 1896

### Проекты и постройки

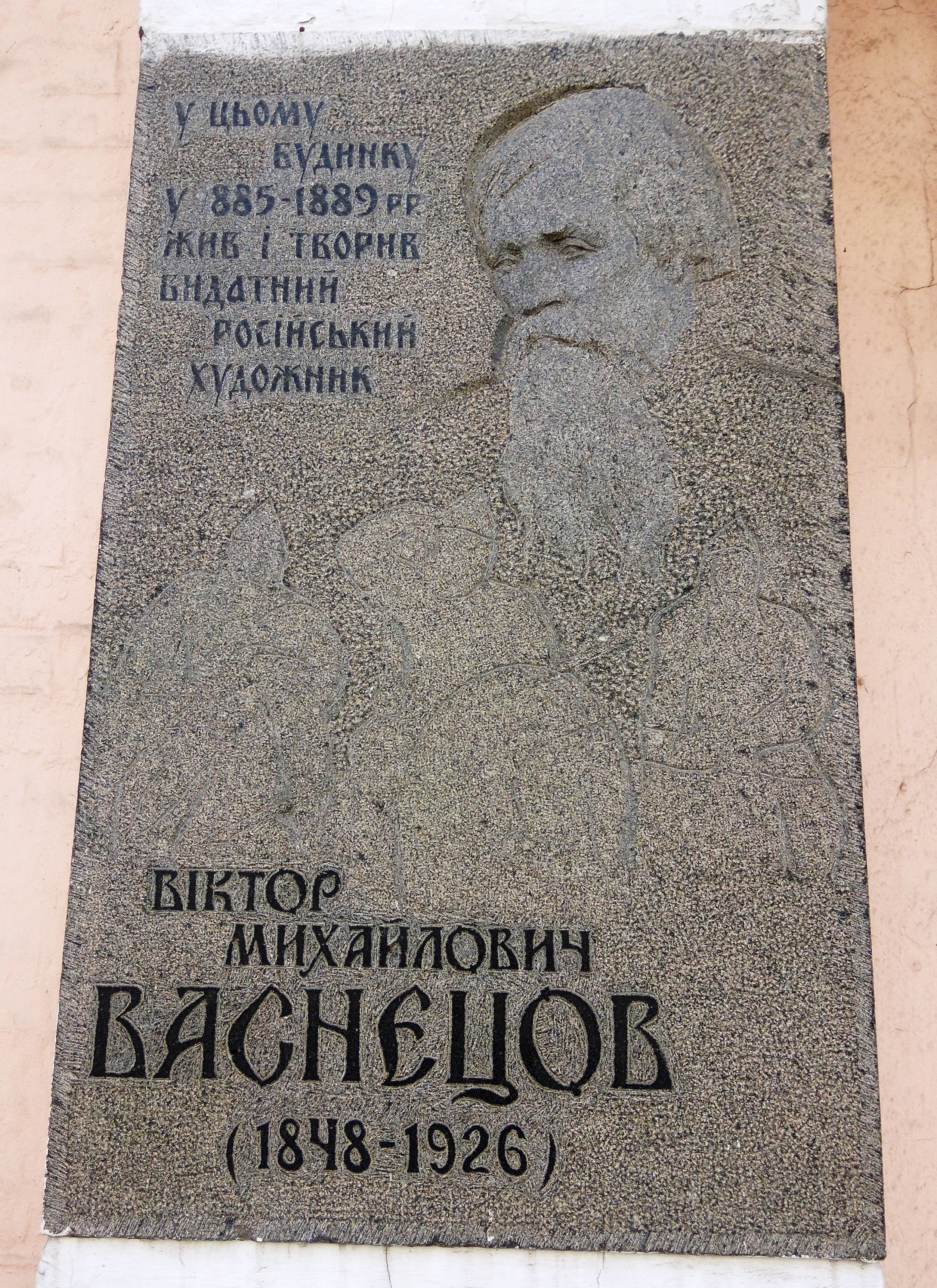
Мемориальная доска Виктору Васнецову на фасаде дома по ул. Владимирской, 28 в Киеве

- Церковь Спаса Нерукотворного, совместно с В. Д. Поленовым, П. М. Самариным (1880—1882, Абрамцево).
- «Избушка на курьих ножках» (беседка) (1883, Абрамцево).
- Эскиз «Часовня над могилой А. С. Мамонтова» (1891—1892, Абрамцево).
- Собственный дом, совместно с В. Н. Башкировым (1892—1894, Москва, переулок Васнецова, 13).
- Проект иконостаса и написание икон церкви при стекольном заводе Ю. С. Нечаева-Мальцева (1895, Гусь-Хрустальный).
- Надгробный памятник Ю. Н. Говорухи-Отрока (1896, Москва, некрополь Скорбященского монастыря), не сохранилось.
- Проект русского павильона для Всемирной выставки в Париже (1889), не осуществлён.
- Теремок (архитектурная фантазия) (1898), не осуществлён.
- Особняк И. Е. Цветкова, строительство осуществлял архитектор Б. Н. Шнауберт (1899—1901, Москва, Пречистенская набережная, 29)[17].
- Проект пристройки главного входного зала к зданию Третьяковской галереи, совместно с В. Н. Башкировым (выполнено архитектором А. М. Калмыковым) (1899—1901, Москва, Лаврушинский переулок)[18].
- Проект терема-перехода из Оружейной палаты в Большой Кремлёвский дворец (1901, Москва, Кремль), не осуществлён.
- Проект новой покраски Большого Кремлёвского дворца (1901, Москва, Кремль), не осуществлён.
- Памятный крест на месте гибели Великого князя Сергея Александровича (1905—1908, Москва), снесён большевиками 1 мая 1918 года. Воссоздан скульптором Н. В. Орловым и установлен в Новоспасском монастыре. 4 мая 2017 года воссоздан в Московском Кремле по инициативе Владимира Путина.
- Проект доходного дома (1908, Москва), не осуществлён.
- Надгробие В. А. Грингмута (1900-е, Москва, некрополь Скорбященского монастыря), не сохранился.
- Проект собора Святого Александра Невского (1911, Москва, Миусская площадь), был положен архитектором А. Н. Померанцевым в основу частично реализованного проекта.

### Книжные иллюстрации
- Линдеман И. К. Русские пословицы и поговорки в рисунках Виктора Михайловича Васнецова. — 2-е испр. изд. — М.: Т-во А. А. Левенсон, 1913. — 75 с.
- Пушкин Александр Сергеевич. Песнь о вещем Олеге / Рис. В. Васнецов по распоряжению ... Акад. наук Комиссии для чествования памяти А.С. Пушкина. — Санкт-Петербург: Комиссии для чествования памяти А.С. Пушкина, 1899 (Тип. Экспедиции заготовл. гос. бумаг). — [12] с. с ил.
- Гоголь Николай Васильевич. Страшная месть [Текст]: [повесть] : иллюстрированное издание / с 4 рис. В. Васнецова. — Санкт-Петербург: Тип. В. Безобразова и К°, [1912]. — 42 с.: ил..
- Гоголь Николай Васильевич. Портрет: [Повесть: В позднейшей ред.] : Ил. изд. / Н. В. Гоголь; С 3 рис. Васнецова. — Санкт-Петербург: Нар. польза, 1902. — 48 с.: ил.

### Создание марок

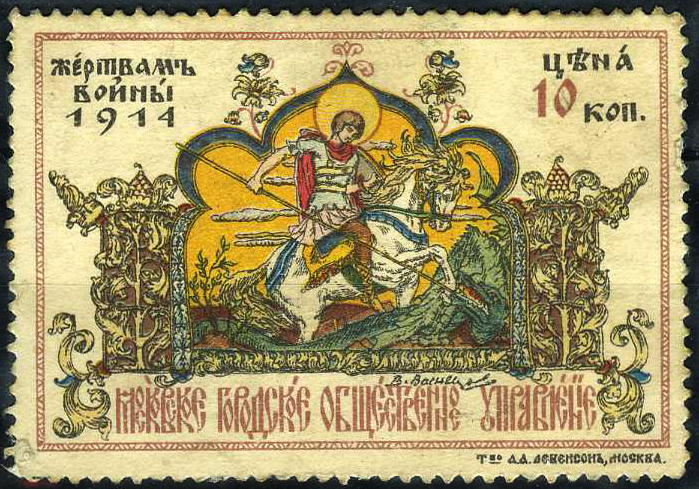
Марка добровольного сбора жертвам Первой мировой войны

В 1914 году рисунок Васнецова был использован для марки добровольного сбора жертвам Первой мировой войны, выпущенной Московским городским общественным управлением.

## Память

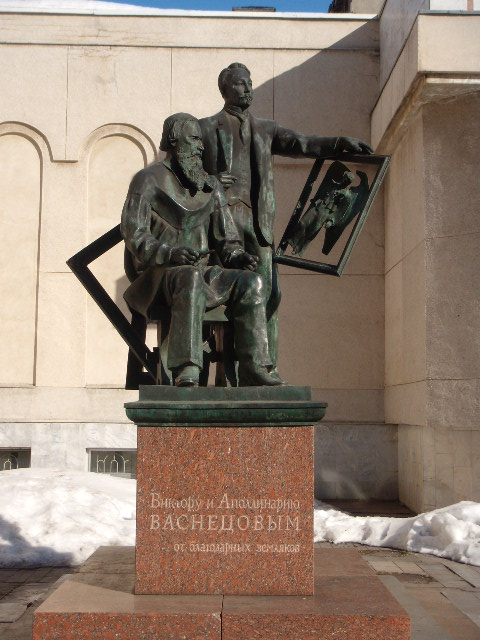
Памятник «Виктору и Аполлинарию Васнецовым от благодарных земляков» перед зданием Вятского художественного музея имени братьев Васнецовых (1992). Скульптор Ю. Г. Орехов, архитектор С. П. Хаджибаронов

### Музеи
- Дом-музей В. М. Васнецова (с 1986 года — филиал Государственной Третьяковской галереи, Москва)[20][21][22].
- Вятский художественный музей имени В. М. и А. М. Васнецовых[23][24] и его филиал:
  - Историко-мемориальный и ландшафтный музей-заповедник художников В. М. и А. М. Васнецовых «Рябово» (Кировская область, Зуевский район, село Рябово)[25][26].
- Зал в Государственном Русском музее в Санкт-Петербурге.

### Памятники
- Памятник «Виктору и Аполлинарию Васнецовым от благодарных земляков» установлен перед зданием Вятского художественного музея имени В. М. и А. М. Васнецовых.

### Улицы
- Улица Васнецова в городе Алма-Ате
- Улица Васнецова в городе Минске
- Переулок Васнецова в городе Москве
- Улица Васнецова в городе Краснодаре
- Проспект Васнецова в городе Донецке

### Прочие топонимы
В честь В. М. Васнецова назван мыс Васнецова (Карское море, Новая Земля, название мысу присвоено в 1900—1901 гг. участниками экспедиции художника А. А. Борисова).

### В филателии
Виктор Васнецов и его произведения представлены на почтовых марках СССР и России. В Советском Союзе были выпущены следующие почтовые марки:
- Государственная Третьяковская галерея (основана в 1856 году, главный фасад выполнен в 1906 году по рисунку Виктора Васнецова) — 1950 год, художник Сергей Поманский (ЦФА [АО «Марка»] № 1503)[28].
- Серия «25-летие со дня смерти художника В. М. Васнецова (1848—1926)» — 1951 год, художник Иван Дубасов[29]:
  - Портрет Виктора Васнецова по картине Ивана Крамского (ЦФА [АО «Марка»] № 1649).
  - Богатыри (по картине Виктора Васнецова, 1881—1898) (ЦФА [АО «Марка»] № 1650).
- В. М. Васнецов (1848—1926). Витязь на распутье (1882) — 1968, художники Герман Комлев и А. Рязанцев (ЦФА [АО «Марка»] № 3705)[30].

Примеры почтовых марок СССР, посвящённых Виктору Васнецову и его произведениям
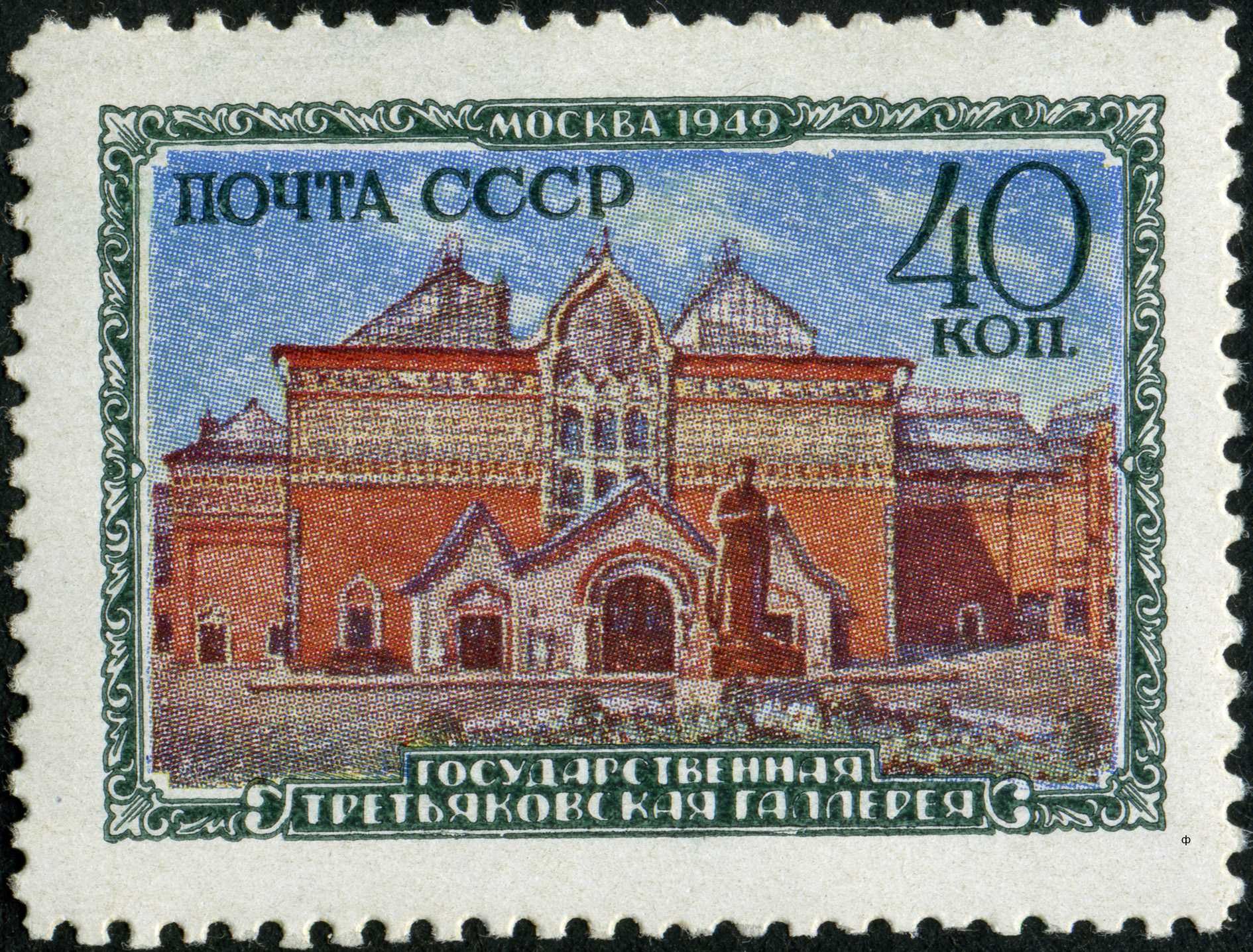
1950: фасад Государственной Третьяковской галереи по рисунку Виктора Васнецова (ЦФА [АО «Марка»] № 1503)
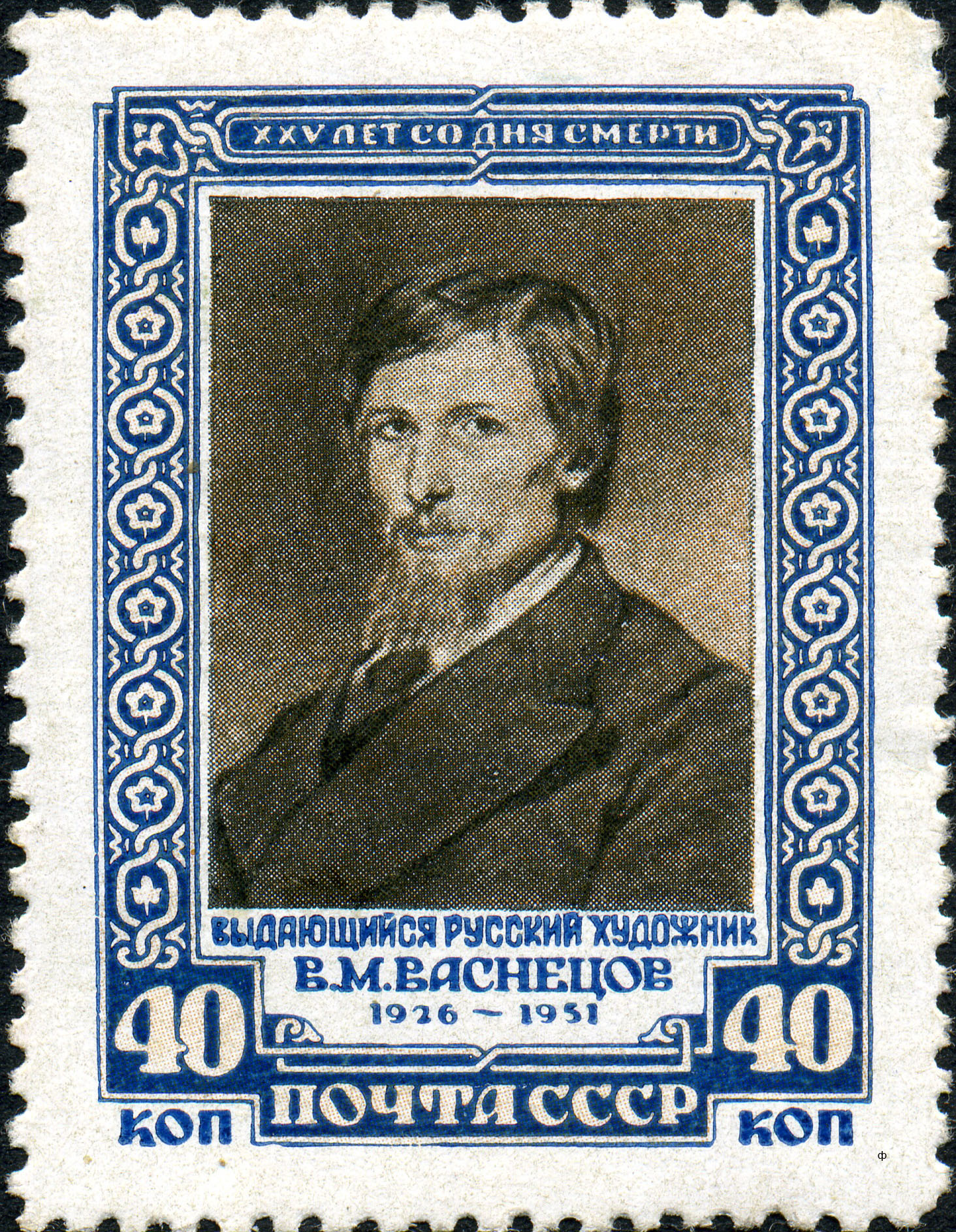
1951: 25-летие со дня смерти Виктора Васнецова. Портрет Виктора Васнецова по картине Ивана Крамского (ЦФА [АО «Марка»] № 1649)
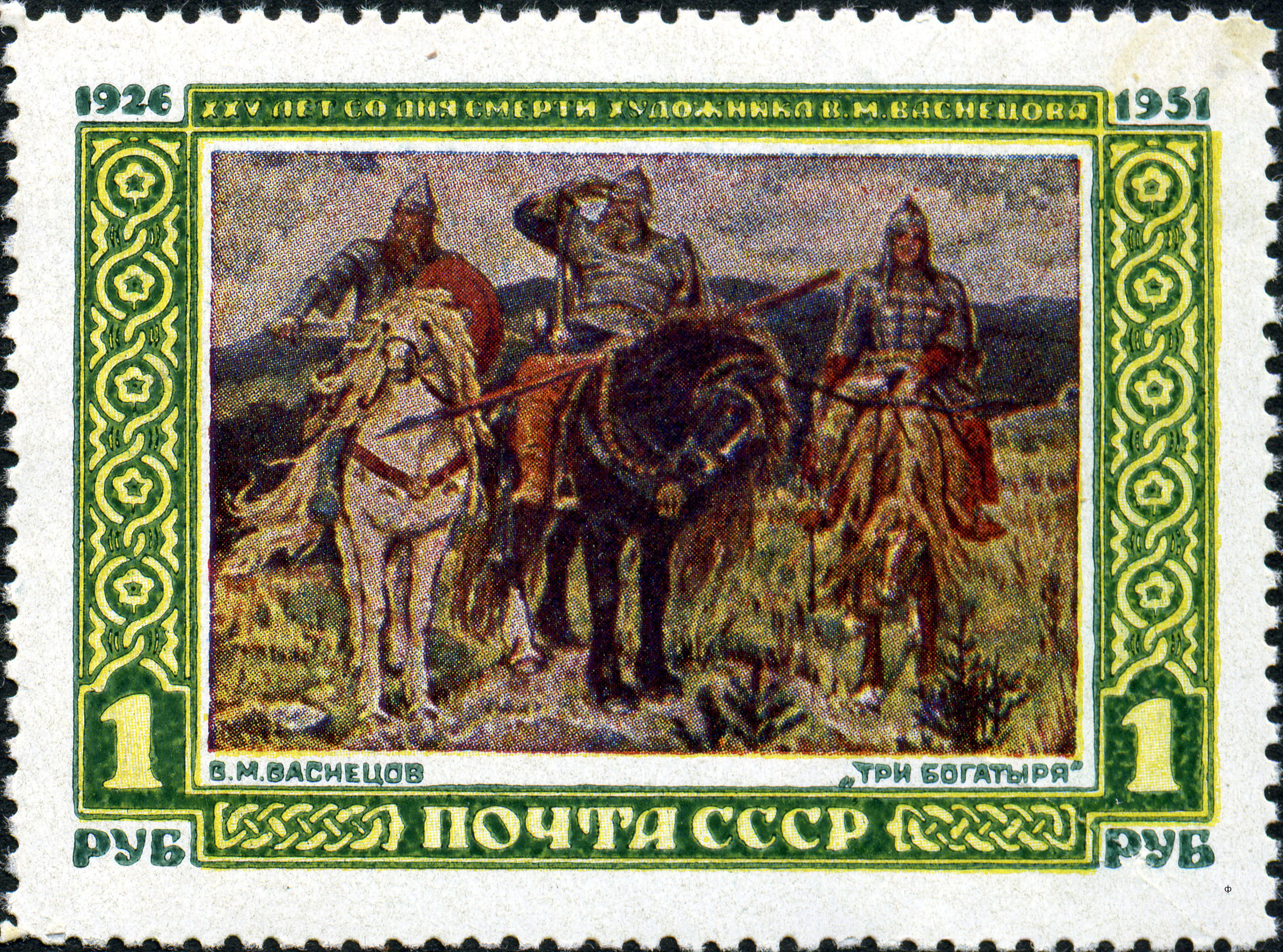
То же. «Богатыри» (ЦФА [АО «Марка»] № 1650)
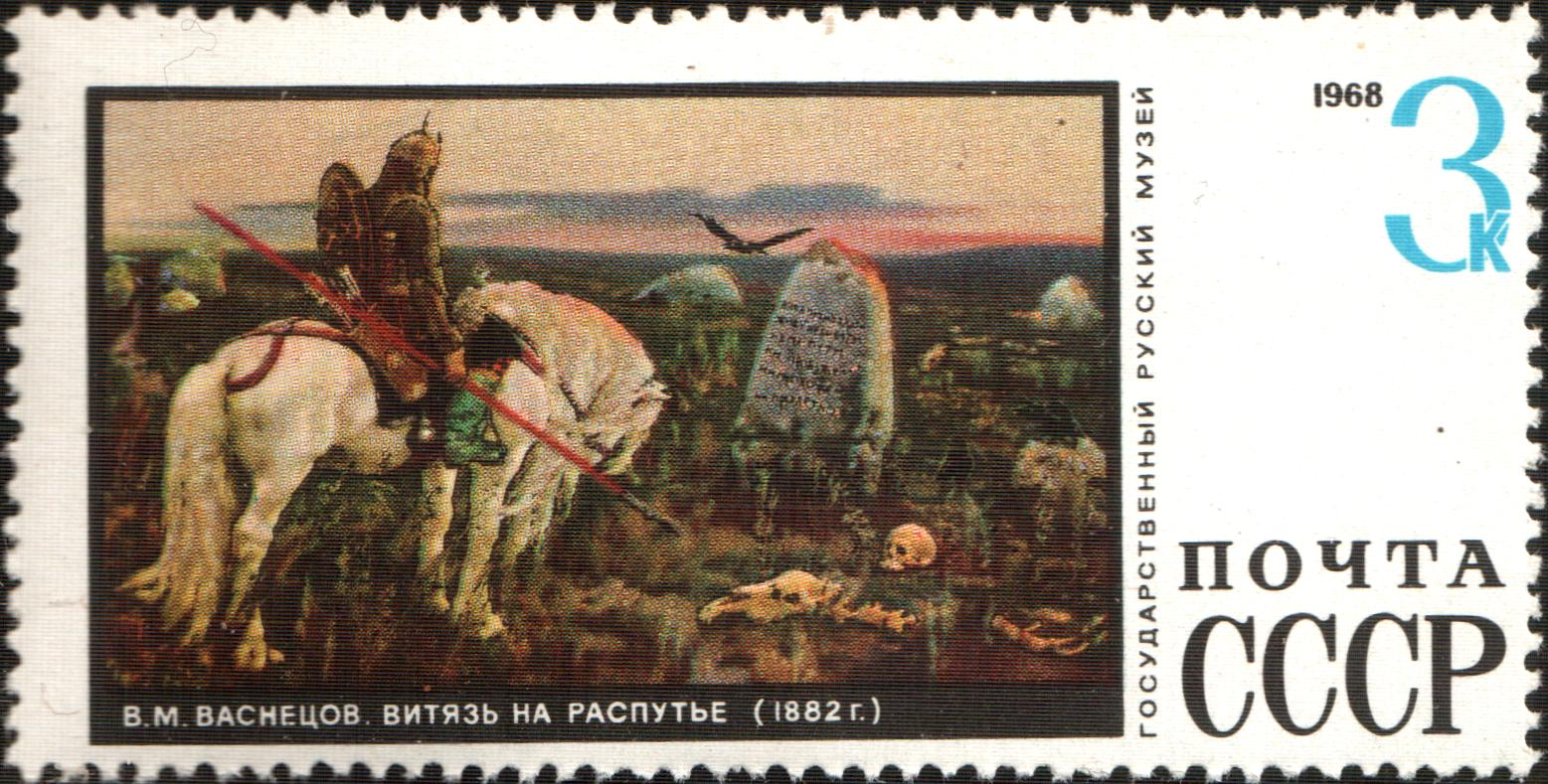
Почтовая марка, 1968 год. «Витязь на распутье»

В России в честь художника издавались:
- по случаю 150-летия со дня рождения художника в 1998 году — сцепка из двух почтовых марок и купона, на которых были запечатлены картины Виктора Васнецова «Битва славян с кочевниками» (1881), «Автопортрет» (1873) и «Иван-Царевич на Сером Волке» (1889):

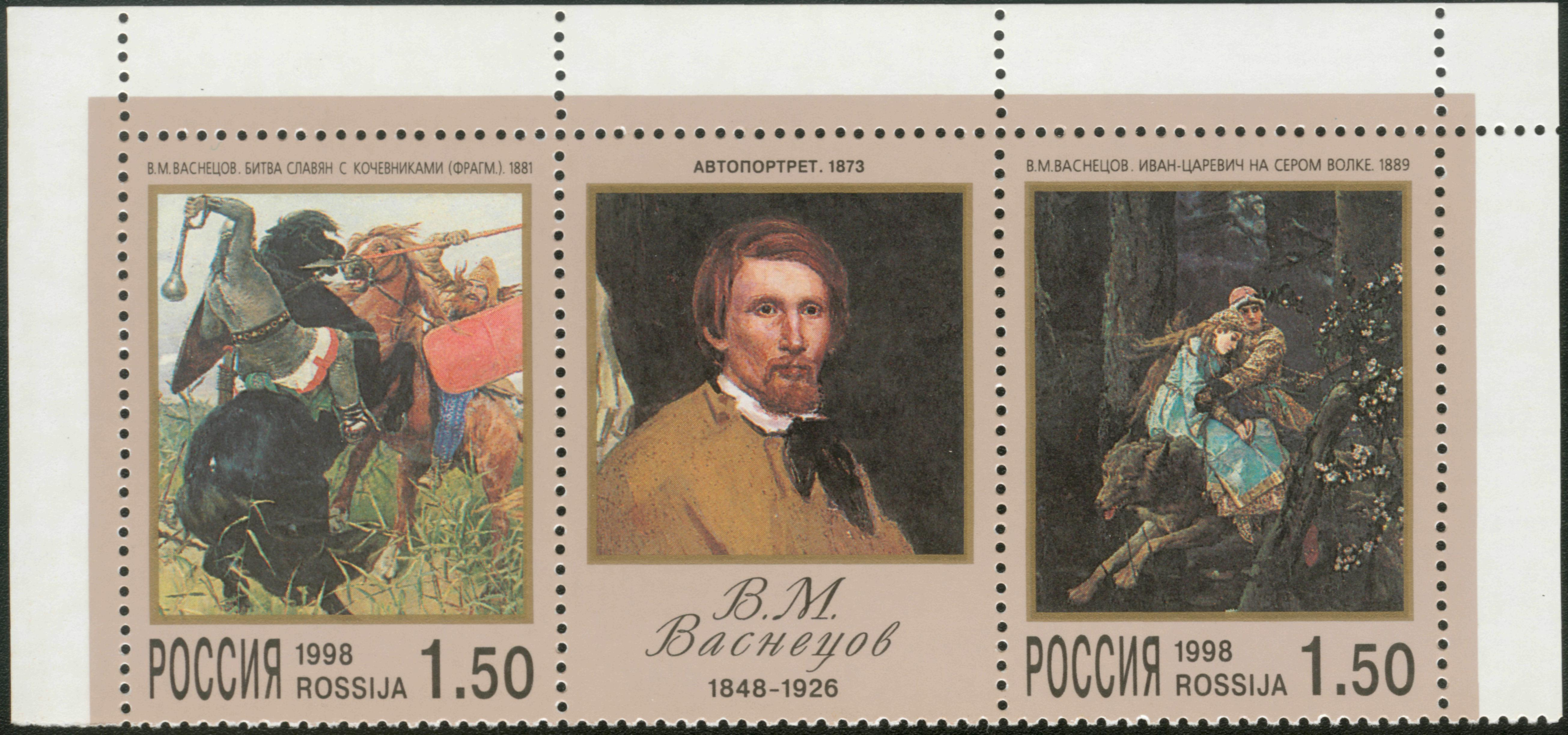
Россия (1998): 150-летие со дня рождения В. М. Васнецова (сцепка). Картины «Битва славян с кочевниками», «Автопортрет» и «Иван-Царевич на Сером Волке»

- по случаю 175-летия в 2023 году — почтовый блок из серии «Российская академия художеств», на марке изображён фрагмент картины В. М. Васнецова «Гамаюн, птица вещая» (1898, ДМИИ им. П. С. Гамзатовой), на полях блока — портрет художника работы С. В. Малютина (1915, Вятский художественный музей) на фоне фрагмента интерьера (Музей художников В.М. и А. М. Васнецовых «Рябово»):

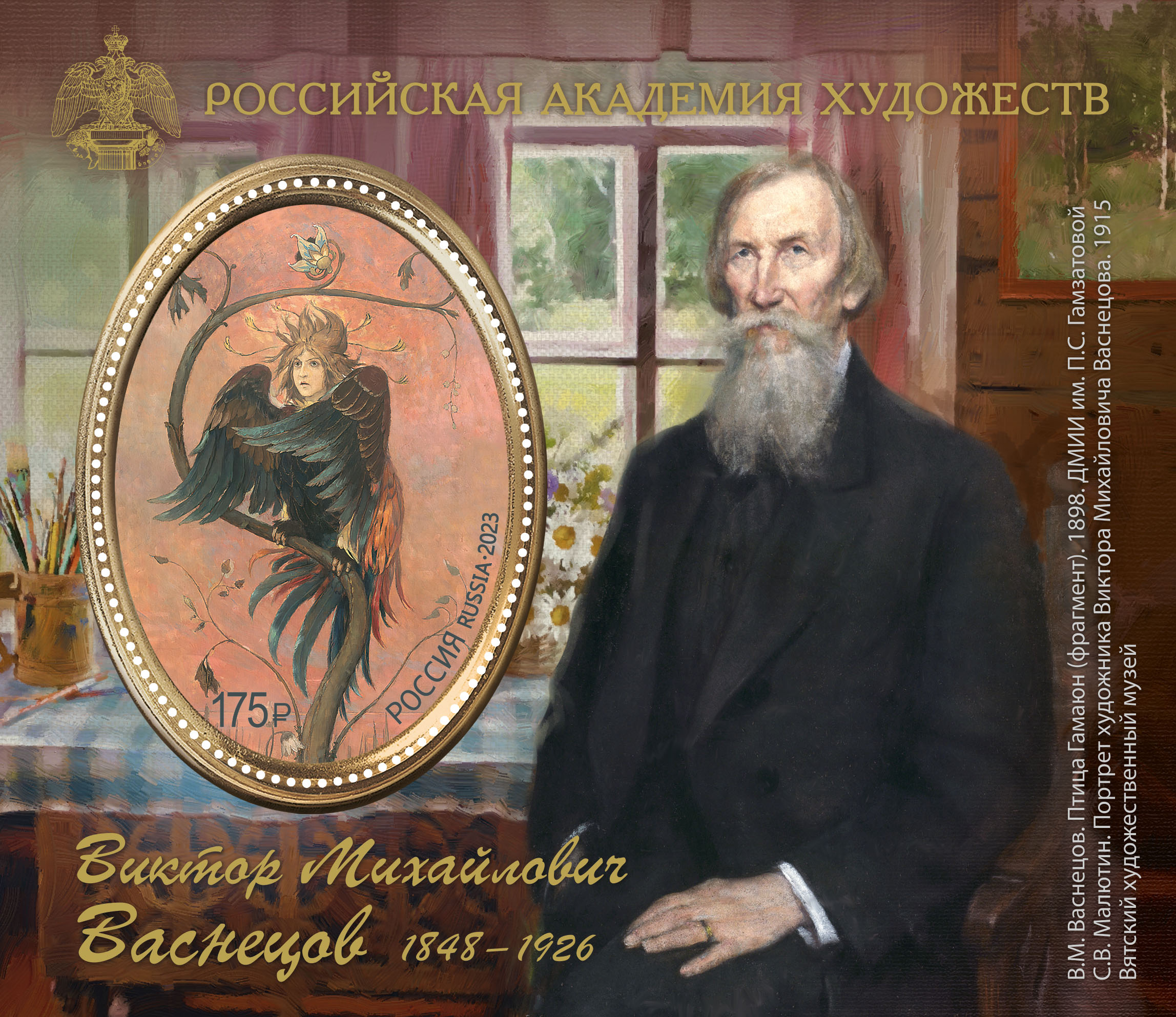
Россия (2023): Российская академия художеств. 175 лет со дня рождения В.М. Васнецова (1848–1926), художника, архитектора

- по случаю 650-летия Кирова (Вятки), родного города художника, в 2024 году — почтовая марка, в центре которой изображён памятник Виктору и Аполлинарию Васнецовым:

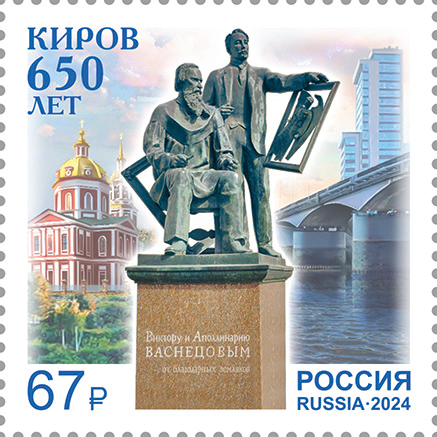
Россия (2024): 650 лет г. Кирову. В центре — изображение памятника В. М. и А. М. Васнецовым перед художественным музеем

### Цитаты современников
Князь Вячеслав Тенишев:

«Больше всех он [князь Вячеслав Николаевич Тенишев] уважал Виктора Васнецова за то, что, несмотря на славу, он был практичным, менее „богема“, чем другие [художники, участники центра в Талашкино], серьёзнее и умел составить себе состояние».

"После обеда, за рюмкой ликера, Вячеслав [князь Тенишев] спросил его [Васнецова]:
   — Много ли вы на своём веку написали портретов?

    — Нет, немного, но могу с гордостью похвалиться, что ни одного я не написал за деньги, особенно с друзей».

### Разное
- В 1998 году Банк России выпустил два тиража серебряных монет номиналом 2 рубля, посвящённые 150-летию со дня рождения живописца[32].
- В 1965 году в издательстве «Советский художник» вышла серия открыток «Каменный век» В. Д. Васнецова[33], в 1988 году — набор открыток «Песнь о Вещем Олеге. Былины. Сказки» (издательство: «Изобразительное искусство»)[34].
- 4 июня 1993 года в честь Виктора и Аполлинария Васнецовых назван астероид (3586) Васнецов, открытый в 1978 году советским астрономом Людмилой Журавлёвой.
- Имя Васнецова носит самолёт Airbus A320 российской авиакомпании «Аэрофлот».
- Именем Братьев Васнецовых названа улица в Кирово-Чепецке, именем Виктора Васнецова — улицы в Минске и других городах.

## Публикации текстов и документов
- Васнецов В. М. и др. Виктор Михайлович Васнецов : Письма. Дневники. Воспоминания. Суждения современников / сост., вступ. ст., примеч. Н. А. Ярославцевой. — М. : Искусство, 1987. — 496 с., 24 л. ил. — (Мир художника).
- Васнецов В. М. Виктор Васнецов : письма, новые материалы / Российская академия художеств, Санкт-Петербургский государственный академический институт живописи, скульптуры и архитектуры И. Е. Репина ; авт.-сост. Людмила Короткина. — СПб. : АРС, 2004. — 317, [3] с. — ISBN 5-900351-45-9.